# FNNスーパーニュース
『FNNスーパーニュース』（エフエヌエヌ スーパーニュース、ラテン文字表記：FNN Super NEWS）は、フジテレビおよびFNN系列各局で1998年3月30日から2015年3月27日まで、平日の夕方に生放送されていたニュース番組。
週末は、2001年4月1日までは『FNNスーパーニュース』として放送し、2001年4月7日から『FNNスーパーニュースWEEKEND』（以下、週末版と記す）に改題している。週末版についての詳細は、改題前も含めて同番組の項目で解説する。

## 概要
放送全期間において、FNNの通常放送における夕方ニュース番組の中では唯一クロスネット局を含めたFNN加盟全28局でネットされていた（後番組の『みんなのニュース』も同様だが、こちらはローカルパートで独自タイトルを用いる局がある）当初、フジテレビでの放送枠は18時台のみだったが後に17時台へ拡大し一時16時台にも進出した。また、16時・17時台への拡大後、この枠についてもネットする系列があるものの、平日の放送開始時間は予告や前番組の兼ね合いなどから各放送局毎に異なっている（ネット局に関しては後述を参照）。
17時台と18時台は2000年4月から2011年3月25日までテーマ曲やQショットなどのBGM、扱うニュース内容が全く異なっていたことや、2012年7月20日までEPGにおいて17:54までを関東ローカルの『スーパーニュース』、17:54以降を全国ネットワークの『FNNスーパーニュース』として扱われていたことから、厳密に言えば2分割の別番組の扱いとなっていた。なお、フジテレビ公式サイトで発表される番組表では当初から前者で一括りにされており、2012年7月23日よりEPGにおける扱いも前者に統一された。ただし、公表される番組内容や、データ放送（表示中の場合は17:54に一旦解除される）も同一であった。また、17時台と18時台後半（18:40 - 18:51.15）は各地域局の任意ネットである。
番組はハイビジョン制作（2005年1月4日より）。地上デジタル放送では2011年3月25日まで連動データ放送を実施していたが、2014年5月12日から再開された。

## 歴史

### 1998年度 - 1999年度（宮川→黒岩時代）
前番組『FNNニュース555 ザ・ヒューマン』の視聴率低迷・早期打ち切りを受け、1998年3月30日に放送を開始した。メインキャスターには、『ニュースJAPAN』を担当していた宮川俊二と『めざましテレビ』を担当していた八木亜希子を起用した。スポーツは『FNNスーパータイム』→『ザ・ヒューマン』から続投の八木沼純子に加えて福原直英が、天気予報は気象予報士の資格を持つ松尾紀子が、レポーター（のちのフィールドキャスターに相当）は佐々木恭子が担当した。
前番組と違い、スポーツコーナーを全国ニュースに直結した構成になる。このことにより、FNN・FNS系列はローカルニュースの構成で融通が利くことになった。これに伴い前番組までスポーツコーナーをネットしていなかった関西テレビでも放送。関西テレビローカルのスポーツコーナーも存続した。
1999年3月31日、八木と松尾以外の出演者が全員降板、4月1日から八木の新たなる相棒は、報道局政治部記者として、首相官邸キャップや自由民主党などの取材したのち、報道局社会部記者として事件事故等の取材を担当、『ノンフィクション』のディレクターや『FNNスーパータイム』週末版・平日版、『報道2001』のメインキャスターを務めたのち1997年から1999年3月まで『FNNワシントン支局』長を務めた黒岩祐治（現在：神奈川県知事）を迎えた。同時に関東地区での放送時間が30分拡大、17:25スタートになり、スポーツは西岡孝洋が、レポーターは野島卓と島田彩夏が、天気は佐藤里佳が担当した。5月末からは、17時台前半の解説者として大林宏（解説委員で元アナウンサー）が、レポーターとして内田恭子が加わった。
1998年度・1999年度の沿革
- 1998年3月30日：放送を開始。エンディングでは、宮川が「はい、ということで『スーパータイム』、じゃないですね。『スーパーニュース』、明日もまた」と番組タイトルを間違える場面があった。
- 1998年7月12日：第18回参議院議員通常選挙が開票され、『FNN選挙スペシャル 激突!熟女軍団が斬る泣き笑いニッポン列島』が放送。司会は『ニュースJAPAN』の安藤優子が担当。サブキャスターは『報道2001』の露木茂役員待遇メディア事業本部専任局長と『FNNスピーク』の近藤サトが、解説キャスターは当番組より宮川と八木が担当した。
- 1998年10月2日：松岡修造が降板。
- 1998年10月5日：列島中継が終了し17:55からニュースを放送。
- 1999年1月7日：木曜日・金曜日担当フィールドキャスターとして伊藤利尋が登場する。
- 1999年3月5日：松尾が産休のため半年降板、3月8日より「ポップアップ天気」は（月曜 - 水曜）は佐藤里佳が（木曜・金曜）は島田彩夏が週末版のスポーツも兼務で担当。
- 1999年3月31日：宮川、福原、八木沼、佐々木が降板し、夕暮れ探検隊が終了した。宮川は『FNNスーパーニュースWEEKEND』、福原は『めざましテレビ』、佐々木は『情報プレゼンター とくダネ!』担当になった。
- 1999年4月1日：黒岩、野島、西岡が就任。
- 1999年5月31日：17:55までを八木のみで担当。
- 1999年9月6日：産休していた松尾が復帰。
- 1999年11月：バレーボールワールドカップタイアップドラマ『Vの嵐』放送に伴い、2週間にかけて18:50終了。
- 1999年11月21日：黒岩が『報道2001』と掛け持つ事になった。これはそれまで『報道2001』を担当していた当時フジテレビアナウンサーだった露木茂に政界工作関与の疑惑が起きたためである。
- 2000年3月26日：週末版の木幡が降板。(木幡は前々番組『FNNニュース ザ・ヒューマン』から足掛け3年間担当。)
- 2000年3月31日：平日版のほぼ全ての出演者が降板し、黒岩は引き続き『報道2001』を担当、八木がフジテレビを退社・フリーアナウンサーとして復帰するまで休養、大林は『ニュースJAPAN』コメンテーター担当に、松尾は『めざまし天気』金曜日担当にそれぞれ異動した。西岡・島田・内田はフィールドキャスターとして残った。また、この日は午後に有珠山が噴火したため、内容が有珠山噴火関連のニュース中心のものに差し替えられ、番組最後には降板の挨拶を行った八木は「こんな大変な日に本当に間が悪くて申し訳ない」と話した。

### 2000年度 - 2014年度（安藤時代）

#### 2000年度 - 2009年度
2000年4月3日、番組スタイルや出演者・放送時間・ロゴ・テーマ曲などを一新する大幅なリニューアルを行う。フジテレビ午後のワイドショー番組『2時のホント』の終了・午後ワイドショーの撤退（午後ワイドショーに関しては、その後復活・廃止を繰り返し、当番組の終了とともに再度の復活を果たしている）を受け、独立した芸能コーナー「文化芸能部」の設置や、グルメ企画の特集など、ワイドショーの要素を持つネタも扱うスタイルとなる（後の『バイキングMORE』と同様に午後のワイドショーと別時間帯のニュース・情報番組枠を統合させた形になる）。リニューアル前の番宣では「脱、よくあるニュース」をキャッチコピーとしていた。本番組の路線変更は成功し、以降、他局の夕方ニュースもそのスタイルを追随することとなる。
初日は有珠山噴火の続報に加えて、前夜に脳梗塞で緊急入院した小渕恵三（当時内閣総理大臣）に関するニュースも伝えた。
リニューアル当初は『夕方の新習慣』というキャッチフレーズも付いており、しばらくの間ロゴの上に「＼夕方の新習慣／」もつけられていた。テレビ雑誌には「いち早く!より深く!ラーメンから宇宙まで出来事の核心全力追跡」と掲載した。放送時間は17時スタートに繰り上げ、後年段階的に繰り上げを行った。17時台は当初関東ローカルでの放送だったが、2001年10月1日に高知さんさんテレビが17時台のネットを開始したのを皮切りに、ネット局が徐々に増加していった（ネット状況に関しては後述参照）。
リニューアル当初の出演者は『ニュースJAPAN』から異動の「FNNスーパータイム」以来6年ぶりの再登板となる安藤優子・木村太郎と『プロ野球ニュース』から異動の木佐彩子、ニューヨーク勤務の後アナウンス専任部長となった須田哲夫、そして『2時のホント』から異動の境鶴丸・菊間千乃。安藤は1994年3月に『スーパータイム』を降板して以来6年ぶりに夕方の報道番組へ復帰した。当初、須田と木佐は18時台の全国ニュースには出演せず9月までの半年間は安藤・木村とスポーツ担当からフィールドキャスターとサブキャスターの兼務に転じた西岡の3人で進行していた。そして西岡のフィールドキャスター専任が決まり、代わって須田と木佐が全国ニュースに出演するようになった。これ以後は番組全編を同じメンバーで進行するようになる。その後、木佐が第1子出産、さらに菊間も平日午前の新番組『こたえてちょーだい!』立ち上げに伴いそれぞれ降板、そして木佐の後を引き継いだ西山喜久恵も第1子出産による降板、石原良純のお天気キャスター起用、須田の『新報道2001』担当による週後半の男性キャスターの交代などがあった。
レポーターは番組ホームページにおいて、「フィールドキャスター」と称され、島田・内田・西岡のほか、報道局記者の小泉陽一が加わった。メンバーは徐々に入れ替わり、滝川クリステル、秋元優里らを輩出するなど若手アナウンサー・キャスターの登竜門的存在となった。
2002年4月1日に、安藤に交代して初めて放送時間を16:59.30にスタートに繰り上げ、テーマ曲も一新された（週末版は2009年3月29日まで従来のものを使用）。このテーマ曲はアレンジ版も含めば2011年3月の東日本大震災発生前まで長らく使われた。
2005年1月からV9スタジオがハイビジョン対応となり、まずは東名阪エリアのフジテレビ・東海テレビ・関西テレビからデジタルハイビジョン放送を開始した（他の系列局もデジタル放送開始とともに順次開始）。当初は生放送のスタジオ撮影のみに限られたがのちにVTR中も含めた全編でハイビジョン放送になった。
2005年4月1日からTBSが16:54開始の『イブニング・ファイブ』（全国ニュースは『JNNイブニング・ニュース』として放送）を立ち上げ、民放キー局4社が全て17時台に生番組を編成するようになり、再び夕方のニュース激戦区となる。当番組は4月1日から16:55スタート繰り上げを行い、2007年10月1日からは16:53スタートに繰り上げた。
2010年3月26日は、3月29日からの一部リニューアルに向けたスタジオセット建て替え工事のため、レインボーブリッジなどを見渡せるフジテレビ社内の渡り廊下に液晶モニターを置いたり、報道センター内のセンターテーブルを間仕切り板を立てた上で使用したりして放送した。

#### 2010年度 - 2014年度
2010年3月29日、安藤と木村の就任10周年を機に10年間使用されたロゴと、8年間使用されたテーマ曲と、5年3か月使用されたスタジオセットが変更。それと同時に在京キー局の夕方枠報道番組で女性がメインキャスターを務めるのは当番組のみとなった。10月4日からリアルタイム字幕放送を実施している（週末版は2007年4月1日からすでに実施）。また、10月4日には平日の放送期間において『FNNスーパータイム』の12年半を越え、FNN平日夕方の全国ニュース番組で歴代最長寿となった。
2011年3月25日を以って須田・長野翼が揃って降板（須田は当初3月22日で降板予定であった）、3月28日には9年ぶりにテーマ曲が完全にリニューアルされ、17時台と18時台で曲が別だったがこれを機に統一された。さらに、テロップデザインが3年半ぶりに変更された。また、これに合わせて須田の後任として『FNNスピーク』の奥寺健が加入したほか、大島由香里・椿原慶子がメインキャスターに昇格した（2人は隔週交代でメインキャスターとして出演、フィールドキャスターも兼務）。さらに、18時台のオープニングのヘッドラインがなくなり、全国ネット枠開始と当時にすぐスタジオの映像が映し出されてニュースを伝える流れに変更された。この流れは番組終了まで変わらなかった（後継番組『みんなのニュース』→『プライムニュース イブニング』→『Live News it!』→『イット!』でも同様）。番組の構成はあまり変えずにいたが、これを機に番組スタイルが大きく変わっていった。まず、2000年4月の全面刷新時より放送されていた「スポーツの力」がコーナー終了となり「文化芸能部」に吸収、「文化芸能部」も2012年6月でコーナー終了となった。そして、直後の19時台の番組との接続はステブレレスとなった。2011年10月31日からフジテレビの全ての報道・情報番組がステレオ放送に切り替わったため、放送開始以来変わることがなかった音声モードがモノラルからステレオに変更された。
2012年4月2日からテーマ曲を一新し、関東地区での放送開始時刻を16:50に繰り上げ、民放の夕方の報道番組（関東地区）の中では、1番早くスタートすることとなった。
2012年10月1日、大島・奥寺が『ニュースJAPAN』へ異動、週末版のメインキャスター・石本沙織（フジテレビアナウンサー）と『FNNスピーク』の境鶴丸（1年半ぶりの復帰）をメインキャスターに起用。同時にテーマ曲とテロップのフォントも変更し、16:53の飛び乗りポイントが廃止され、関東地区および17時台をネットする全ての地方局での放送開始時刻が16:50に統一された。また、これ以降特集コーナーにおけるグルメ企画を廃止、社会問題に関する特集に重点を置くようになった。また、17時台では、尖閣諸島問題や北朝鮮による日本人拉致問題に焦点を当てた特別企画を時間を割いて放送するなど、「脱グルメ」「脱芸能」に方針転換した。このことに関して当時フジテレビ社長の豊田皓が2012年10月の定例会見で言及しており、「今一度、報道の原点に立ち返り、ニュースの本質へ切り込み、信頼されるニュース番組を目指す」としている。
2013年2月4日以降、直後の19時台の番組を18:55開始のフライングスタート化させることがしばしばあった。その際当番組は5分短縮となるが、通常時には本編終了後からジャンクションを流す間に入れているスポットCMを、短縮放送時は省略するため、実質2分程度早い終了となった。またその場合、18時台後半の任意ネット枠が4分短縮された。この短縮版対応については、2013年4月のリニューアル以降も継続して行われている。
2013年3月29日を以ってコメンテーターである木村と若狭、長年天気コーナーを担当していた石原と三井、さらに長らくスポーツニュース担当だった舞の海が降板した。
2013年4月1日から関東地区での放送開始時刻を16:30に繰り上げ、在京キー局の夕方枠報道番組の中では単独で最も早く始まる番組となった。この改編によるキャッチフレーズは「ライブ&ライフ」。このリニューアルを機に完全にコメンテーターは撤廃された（ただし不定期でゲストコメンテーターが出演する事はある）。さらに12年ぶりにお天気コーナーが一新され、太谷智一が加入。また、スポーツ・芸能コーナーが一時廃止されていたが「トレすぽ」としてスポーツは2年ぶりに、芸能コーナーは9か月ぶりに復活した。16:52:30、17:54にそれぞれ飛び乗り点が設けられる。16時台の放送は関東地区以外では長野放送、石川テレビ（2013年6月28日まで）、テレビくまもと、沖縄テレビ（水曜日のみ）が行った。また、番組ロゴが13年ぶりに全面刷新され表記も英文字表記の『Super NEWS』に改められ、スタジオセット(報道局が見えない仕様)やテーマ曲が再び一新された。9月30日より関東地区での放送時刻を16:50に復すこととなった。なお、半年前と異なり、CMを挟み16:52:30から本編開始となった。
2014年1月6日から関東地区のみ『ドラマチックα』終了後にクロスプログラムを挿入。5月12日から、3年ぶりにデータ放送が再開された。
2014年9月29日から長年『めざましテレビ』を担当してきた生野陽子をメインキャスターとして起用し、同時にリニューアルも実施。番組のメインコンセプトは「ニュースで日本人の心を豊かにする」で、新コーナーもスタートした。さらに2013年4月の大幅刷新以来コメンテーターは廃止されていたが、江上剛を起用するのを機に1年半ぶりに復活しスタジオセットの一部がマイナーチェンジされた。
2015年3月30日から、安藤が3月30日放送開始の平日午後帯の情報・ワイドショー番組『直撃LIVE グッディ!』（2020年9月終了）の総合司会に就任する事情もあって、番組は同年3月27日をもって終了。通算17年にわたる歴史に幕を降ろした。最終回では、18時台の関東ローカル枠において『スーパータイム』時代からの安藤の報道キャスター人生を振り返る特集企画を放送。安藤がキャスターに就任した2000年春当時の共演者であった木佐・須田・木村太郎もゲスト出演し、番組の大団円に華を添えた。エンディングでは、後継番組『みんなのニュース』のメインキャスター・伊藤利尋（フジテレビアナウンサー）が登場し同番組をPR。安藤は伊藤に「頑張れよ」とエールを送った。なお、椿原慶子・生野（ともにフジテレビアナウンサー）は『みんなのニュース』に初代メインキャスターとして引き続き出演することとなった ほか、安藤・榎並・細貝（フィールドキャスター）以外の出演者は全員同番組に続投となった。その一方、安藤以外で当該枠から降板した2人のうち、榎並は同年3月30日から平日昼の情報バラエティ番組『バイキング』のアシスタントに就任した。また当番組で放送されていた「リアル!」と「オオタニ天気」は、後継番組『みんなのニュース』でも継続されていた（開始当初のみ。その後、いずれもコーナー名をリニューアルして番組終了まで継続）。

#### その後
全国的には2015年3月30日から『みんなのニュース』となり、一部FNN系列局もキー局のフジテレビに準じてローカルパートも『みんなのニュース』となる。その後も『プライムニュース イブニング』、『Live News it!』と変わる中、テレビ宮崎だけがローカルパートを『UMKスーパーニュース』と名乗り続けた。タイトルCGは『みんなのニュース』→『プライムニュース イブニング』→『Live News it!』と変わる度に番組タイトルのフォントをアレンジしたタイトルCGだった。2023年3月31日に『UMKスーパーニュース』は同年4月3日に後継番組『#LiNK』となったため、1998年の放送開始から24年(2022年度末の為)でFNN系列局から『スーパーニュース』が完全に消滅した。

## 視聴率
放送開始当時からしばらくの間、視聴率は当時同時間帯トップレベルの高視聴率で民放1位を競い合っていた『ニュースプラス1』（日本テレビ）や『ニュースの森』（TBS）に押され低迷していたが、2000年春の全面リニューアルによって視聴率は上昇傾向に転じ、早々に『ニュースの森』を追い抜いた。
そして、2002年夏、ついに視聴率で当時同時間帯トップを走っていた『プラス1』を上回り、2003年度 - 2011年度前半までの18時台は他の民放を圧倒し、同時間帯トップ1位の高視聴率を記録。その後のゴールデン枠の視聴率アップにも繋がっていた。一時期、平日夕方の番組と言えば当番組を示すことが多かった。他局に先駆けワイドショー路線を取り入れたことや、他局に対抗して度々放送開始時刻を繰り上げたことが最大の要因として挙げられる。
しかし、2011年度下半期になると視聴率競争で『news every.』（日本テレビ）や『スーパーJチャンネル』（テレビ朝日）に敗れることが多くなり、同時間帯トップの座から陥落し民放3位となる。それを境に番組の勤続疲労が現れるようになっていき、2015年3月には番組が終了する事態となった。以降、フジテレビの夕方報道番組は視聴率において同時間帯4位と低調が続いている。

## 放送時間
全て日本時間（JST）で記す。
| 期間      | 期間      | 放送時間               | 全国ニュース枠               |
| --------- | --------- | ---------------------- | ---------------------------- |
| 1998.3.30 | 1998.9.30 | 17:55 - 19:00（65分）  | 18:00 - 18:25（25分）        |
| 1998.10.1 | 1999.3.31 | 17:55 - 19:00（65分）  | 17:55 - 18:25（30分）        |
| 1999.4.1  | 2000.3.31 | 17:25 - 19:00（95分）  | 17:55 - 18:25（30分）        |
| 2000.4.3  | 2002.3.29 | 17:00 - 19:00（120分） | 17:54 - 18:18.55（24分55秒） |
| 2002.4.1  | 2005.3.31 | 16:59 - 19:00（121分） | 17:54 - 18:18.55（24分55秒） |
| 2005.4.1  | 2007.9.28 | 16:55 - 19:00（125分） | 17:54 - 18:16.55（22分55秒） |
| 2007.10.1 | 2011.3.25 | 16:53 - 19:00（127分） | 17:54 - 18:16.55（22分55秒） |
| 2011.3.28 | 2012.3.30 | 16:53 - 19:00（127分） | 17:54 - 18:15（21分）        |
| 2012.4.2  | 2013.3.29 | 16:50 - 19:00（130分） | 17:54 - 18:15（21分）        |
| 2013.4.1  | 2013.9.27 | 16:30 - 19:00（150分） | 17:54 - 18:15（21分）        |
| 2013.9.30 | 2015.3.27 | 16:50 - 19:00（130分） | 17:54 - 18:15（21分）        |

備考
- 16:50から17:54までのパートは『スーパーニュース』として放送し、各局任意ネットとなる（FNNのクレジットなし）。2012年9月28日まで、16:53までは任意ネット局のうちの一部の系列のみネット（後述参照）。
- 17:54から19:00までのパートは『FNNスーパーニュース』として放送し、18:15まではFNN各局全国ネットとなる。

## 出演者

### メインキャスター・コメンテーター
| 期間 | 期間      | メインキャスター                       | メインキャスター                       | メインキャスター        | メインキャスター        | コメンテーター | コメンテーター |
| 期間 | 期間      | 女性                                   | 女性                                   | 男性                    | 男性                    | コメンテーター | コメンテーター |
| 期間 | 期間      | 月曜 - 水曜                            | 木曜・金曜                             | 月曜・火曜              | 水曜 - 金曜             | 月曜 - 木曜    | 金曜           |
| --- | --------- | -------------------------------------- | -------------------------------------- | ----------------------- | ----------------------- | -------------- | -------------- |
| 1998.3.30 | 1999.3.31 | 八木亜希子                             | 八木亜希子                             | 宮川俊二                | 宮川俊二                | （不在）       | （不在）       |
| 1999.4.1 | 1999.5.28 | 八木亜希子                             | 八木亜希子                             | 黒岩祐治1・2・4 野島卓2 | 黒岩祐治1・2・4 野島卓2 | （不在）       | （不在）       |
| 1999.5.31 | 2000.3.31 | 八木亜希子                             | 八木亜希子                             | 黒岩祐治1・2・4 野島卓2 | 黒岩祐治1・2・4 野島卓2 | 大林宏3        | 大林宏3        |
| 2000.4.3 | 2000.9.29 | 安藤優子1 木佐彩子                     | 安藤優子1 木佐彩子                     | 須田哲夫 西岡孝洋6・7   | 須田哲夫 西岡孝洋6・7   | 木村太郎       | 木村太郎       |
| 2000.10.2 | 2001.7.31 | 安藤優子1 木佐彩子                     | 安藤優子1 木佐彩子                     | 須田哲夫                | 須田哲夫                | 木村太郎       | 木村太郎       |
| 2001.8.1 | 2007.6.29 | 安藤優子 西山喜久恵                    | 安藤優子 西山喜久恵                    | 須田哲夫                | 須田哲夫                | 木村太郎       | 木村太郎       |
| 2007.7.2 | 2007.9.8  | 安藤優子 吉田恵                        | 安藤優子 竹下佳奈                      | 須田哲夫                | 須田哲夫                | 木村太郎       | 木村太郎       |
| 2007.10.1 | 2008.9.26 | 安藤優子 長野翼7・8                    | 安藤優子 長野翼7・8                    | 須田哲夫                | 須田哲夫                | 木村太郎       | 木村太郎       |
| 2008.9.29 | 2009.7.4  | 安藤優子 長野翼7・8                    | 安藤優子 長野翼7・8                    | 須田哲夫                | 森下知哉7               | 木村太郎       | 木村太郎       |
| 2009.7.6 | 2009.9.30 | 安藤優子 長野翼7・8                    | 安藤優子 長野翼7・8                    | 須田哲夫                | 田淵裕章7               | 木村太郎       | 木村太郎       |
| 2009.10.1 | 2010.3.26 | 安藤優子 長野翼7・8                    | 安藤優子 長野翼7・8                    | 須田哲夫                | 境鶴丸9                 | 木村太郎       | 木村太郎       |
| 2010.3.29 | 2010.6.25 | 安藤優子 長野翼7・8                    | 安藤優子 長野翼7・8                    | 須田哲夫                | 境鶴丸9                 | 木村太郎       | 箕輪幸人       |
| 2010.6.28 | 2011.3.25 | 安藤優子 長野翼7・8                    | 安藤優子 長野翼7・8                    | 須田哲夫                | 境鶴丸9                 | 木村太郎       | 山本周         |
| 2011.3.28 | 2012.9.28 | 安藤優子 大島由香里7・10 椿原慶子7・10 | 安藤優子 大島由香里7・10 椿原慶子7・10 | 奥寺健                  | 奥寺健                  | 木村太郎       | 若狭勝         |
| 2012.10.1 | 2013.3.29 | 安藤優子5 石本沙織10                   | 安藤優子5 石本沙織10                   | 境鶴丸                  | 境鶴丸                  | 木村太郎       | 若狭勝         |
| 2013.4.1 | 2014.3.28 | 安藤優子5 石本沙織10                   | 安藤優子5 石本沙織10                   | 境鶴丸 榎並大二郎       | 境鶴丸 榎並大二郎       | （不在）       | （不在）       |
| 2014.3.31 | 2014.9.26 | 安藤優子 椿原慶子                      | 安藤優子 椿原慶子                      | 榎並大二郎11            | 榎並大二郎11            | （不在）       | （不在）       |
| 2014.9.29 | 2015.3.27 | 安藤優子 椿原慶子 生野陽子             | 安藤優子 椿原慶子 生野陽子             | （不在）                | （不在）                | 江上剛         | 江上剛         |
| - 最終回時点の上記出演者で、安藤以外は全員『みんなのニュース』も続投。 - 1 ｢FNNスーパータイム｣より再起用。 - 2 18時台のみ出演（黒岩は1999年5月3日以降）。 - 3 17時台のみ出演。 - 4 1999年11月15日以降『報道2001』を兼務。 - 5 2013年4月1日から9月27日まで16時台には出演せず、17:00以降の出演。 - 6 FNN枠のみ出演。この間は須田・木佐がFNN枠に出演しなかった。 - 7 フィールドキャスターを兼務（長野は2008年3月28日まで）。 - 8 2007年12月まで『スーパー競馬』を兼務。 - 9 週末版を兼務。 - 10 午後のスポットニュースを兼務（大島・椿原は2012年4月2日から）。 - 11 2014年6月まで『FNN NEWS Pick Up・あすの天気』を兼務。 |           |                                        |                                        |                         |                         |                |                |

- 安藤・木村・吉田・竹下・若狭・江上以外は出演当時フジテレビ所属。宮川は当時のフジテレビと専属契約を結んでいた。
- 木佐・西山は産休入り、森下はフジテレビ報道局外信部への異動、箕輪はフジテレビ報道局長就任により降板。
- 吉田・竹下（当時山陰中央テレビアナウンサー）は長野の着任まで中継ぎの形で担当していた。
- 田淵は2009年10月7日から体調不良により休養し、10月15日に降板を発表（現在は職場復帰）。
- 大島・椿原はメインとフィールドキャスターを隔週交代で担当。椿原は2012年10月から2014年3月まで「現場キャスター」を担当。
- 安藤の登板以降、メインキャスターのクレジット順は安藤に続いて女性・男性という並びだったが（例：安藤・木佐・須田・西岡）、奥寺と境（メイン第2期）のみ安藤の次にクレジットされた（例：安藤・境・石本・榎並）。

### コーナー担当キャスター
| 期間 | スポーツ                           | スポーツ                           | スポーツ                           | スポーツ                           | 文化芸能部         | 文化芸能部              | にゅーすクリップ→トレすぽ7 | にゅーすクリップ→トレすぽ7 | にゅーすクリップ→トレすぽ7 | 芸能通やく           | スーパーネットNAVI | お天気              | お天気              |
| 期間 | 月曜                               | 火曜                               | 水曜                               | 木曜・金曜                         | 月曜 - 木曜        | 金曜                    | 月曜 - 水曜                | 木曜                       | 金曜                       | 芸能通やく           | スーパーネットNAVI | 月曜 - 水曜         | 木曜・金曜          |
| --- | ---------------------------------- | ---------------------------------- | ---------------------------------- | ---------------------------------- | ------------------ | ----------------------- | -------------------------- | -------------------------- | -------------------------- | -------------------- | ------------------ | ------------------- | ------------------- |
| 1998.3.30 - 1998.9.30 | 松岡修造1・2 八木沼純子1 福原直英○ | 松岡修造1・2 八木沼純子1 福原直英○ | 松岡修造1・2 八木沼純子1 福原直英○ | 松岡修造1・2 八木沼純子1 福原直英○ | （不在）           | （不在）                | （不在）                   | （不在）                   | （不在）                   | （不在）             | （不在）           | 松尾紀子○           | 松尾紀子○           |
| 1998.10.1 - 1999.3.5 | 八木沼純子 福原直英○               | 八木沼純子 福原直英○               | 八木沼純子 福原直英○               | 八木沼純子 福原直英○               | （不在）           | （不在）                | （不在）                   | （不在）                   | （不在）                   | （不在）             | （不在）           | 松尾紀子○           | 松尾紀子○           |
| 19993.8 - 1999.3.31 | 八木沼純子 福原直英○               | 八木沼純子 福原直英○               | 八木沼純子 福原直英○               | 八木沼純子 福原直英○               | （不在）           | （不在）                | （不在）                   | （不在）                   | （不在）                   | （不在）             | （不在）           | 佐藤里佳○           | 島田彩夏○3          |
| 1999.4.1 - 1999.9.3 | 西岡孝洋○                          | 西岡孝洋○                          | 西岡孝洋○                          | 西岡孝洋○                          | （不在）           | （不在）                | （不在）                   | （不在）                   | （不在）                   | （不在）             | （不在）           | 佐藤里佳○           | 佐藤里佳○           |
| 1999.9.6 - 2000.3.31 | 西岡孝洋○                          | 西岡孝洋○                          | 西岡孝洋○                          | 西岡孝洋○                          | （不在）           | （不在）                | （不在）                   | （不在）                   | （不在）                   | （不在）             | （不在）           | 松尾紀子○           | 松尾紀子○           |
| 2000.4.3 - 2001.3.30 | 荻原次晴                           | 荻原次晴                           | 菊間千乃○                          | 菊間千乃○                          | 境鶴丸○            | 境鶴丸○                 | （不在）                   | （不在）                   | （不在）                   | （不在）             | （不在）           | 木村太郎 木佐彩子○  | 木村太郎 木佐彩子○  |
| 2001.4.2 - 2002.3.29 | 荻原次晴                           | 荻原次晴                           | 荻原次晴                           | 舞の海5                            | 境鶴丸○            | 境鶴丸○                 | （不在）                   | （不在）                   | （不在）                   | （不在）             | （不在）           | 石原良純4 三井良浩4 | 石原良純4 三井良浩4 |
| 2002.4.1 - 2004.3.26 | 永島昭浩                           | 荻原次晴                           | 荻原次晴                           | 舞の海5                            | 吉崎典子○          | 吉崎典子○               | （不在）                   | （不在）                   | （不在）                   | （不在）             | （不在）           | 石原良純4 三井良浩4 | 石原良純4 三井良浩4 |
| 2004.3.29 - 2011.3.25 | 永島昭浩5                          | 永島昭浩5                          | 永島昭浩5                          | 舞の海5                            | 吉崎典子○          | 吉崎典子○               | （不在）                   | （不在）                   | （不在）                   | （不在）             | （不在）           | 石原良純4 三井良浩4 | 石原良純4 三井良浩4 |
| 2011.3.28 - 2012.9.28 | （不在）                           | （不在）                           | （不在）                           | （不在）                           | 舞の海 梅津弥英子○ | 梅津弥英子○ 榎並大二郎○ | （不在）                   | （不在）                   | （不在）                   | （不在）             | （不在）           | 石原良純4 三井良浩4 | 石原良純4 三井良浩4 |
| 2012.10.1 - 2012.12.24 | （不在）                           | （不在）                           | （不在）                           | （不在）                           | （不在）           | （不在）                | 松村未央○                  | 榎並大二郎○                | 榎並大二郎○                | （不在）             | （不在）           | 石原良純4 三井良浩4 | 石原良純4 三井良浩4 |
| 2013.1.7 - 2013.3.29 | （不在）                           | （不在）                           | （不在）                           | （不在）                           | （不在）           | （不在）                | 松村未央○                  | 久代萌美○                  | 久代萌美○                  | （不在）             | （不在）           | 石原良純4 三井良浩4 | 石原良純4 三井良浩4 |
| 20134.1 - 2013.9.27 | （不在）                           | （不在）                           | （不在）                           | （不在）                           | （不在）           | （不在）                | 松村未央○                  | 松村未央○                  | 久代萌美○                  | （不在）             | （不在）           | 太谷智一            | 太谷智一            |
| 2013.9.30 - 2014.9.26 | （不在）                           | （不在）                           | （不在）                           | （不在）                           | （不在）           | （不在）                | 松村未央○8                 | 松村未央○8                 | 松村未央○8                 | （不在）             | （不在）           | 太谷智一            | 太谷智一            |
| 2014.9.29 - 2015.3.27 | 榎並大二郎○                        | 榎並大二郎○                        | 榎並大二郎○                        | 榎並大二郎○                        | （不在）           | （不在）                | （不在）                   | （不在）                   | （不在）                   | やくみつる 福井慶仁○ | 津田大介           | 太谷智一            | 太谷智一            |
| - 最終回時点の上記出演者で、榎並以外は全員『みんなのニュース』も続投。 - 1 ｢FNNニュース555 ザ・ヒューマン｣から続投（八木沼は『FNNスーパータイム』を含む）。 - 2 不定期出演。 - 3 週末版のスポーツキャスターを兼務。 - 4 交代で出演。他のキャスターがパートナーにつくことが多かった。 - 5 2007年10月1日より、メインキャスターの長野翼もコーナー担当として参加。 - 6 2011年3月にスポーツが文化芸能部に吸収。 - 7 2013年4月からコーナー名を「トレすぽ」に変更。 - 8 2014年4月から18時台後半のフラッシュニュースコーナーを兼務。 |                                    |                                    |                                    |                                    |                    |                         |                            |                            |                            |                      |                    |                     |                     |

- ○印が付いているキャスターは出演当時フジテレビアナウンサー。松尾・石原・三井・太谷は気象予報士。
  - 松尾はフジテレビアナウンサーであるが、気象予報士の資格を取得しているため「気象予報士」として出演した。産休中は佐藤・島田が代役を務めていた。
- 舞の海はNHKの大相撲中継の専属解説者を務めていた関係で、大相撲開催期間中は永島などが代役を務めた。2012年10月から2013年3月まで「スペシャルキャスター」として、リポートなどで不定期出演していた。

### 歴代取材キャスター
※全員、出演当時フジテレビ所属。滝川のみ共同テレビからの出向であった。2010年度以後は当番組の素材は深夜の『ニュースJAPAN』でも使われることから、実質両番組兼務であった。
| 歴代フィールドキャスター一覧 | 歴代フィールドキャスター一覧 | 歴代フィールドキャスター一覧                                         | 歴代フィールドキャスター一覧                                         | 歴代フィールドキャスター一覧                                | 歴代フィールドキャスター一覧                        | 歴代フィールドキャスター一覧                        |
| 期間                         | 期間                         | 月曜                                                                 | 火曜                                                                 | 水曜                                                        | 木曜                                                | 金曜                                                |
| ---------------------------- | ---------------------------- | -------------------------------------------------------------------- | -------------------------------------------------------------------- | ----------------------------------------------------------- | --------------------------------------------------- | --------------------------------------------------- |
| 1998.3.30                    | 1998.12.25                   | 佐々木恭子                                                           | 佐々木恭子                                                           | 佐々木恭子                                                  | 佐々木恭子                                          | 佐々木恭子                                          |
| 1999.1.4                     | 1999.3.31                    | 佐々木恭子                                                           | 佐々木恭子                                                           | 佐々木恭子                                                  | 伊藤利尋                                            | 伊藤利尋                                            |
| 1999.4.1                     | 1999.6.30                    | 島田彩夏                                                             | 島田彩夏                                                             | 島田彩夏                                                    | 島田彩夏                                            | 島田彩夏                                            |
| 1999.7.1                     | 2000.3.31                    | 島田彩夏 長谷川豊                                                    | 島田彩夏 長谷川豊                                                    | 島田彩夏 内田恭子                                           | 島田彩夏 内田恭子                                   | 島田彩夏 長谷川豊                                   |
| 2000.4.3                     | 2000.9.29                    | 野島卓 竹下陽平 西岡孝洋 島田彩夏 内田恭子                           | 野島卓 竹下陽平 西岡孝洋 島田彩夏                                    | 野島卓 西岡孝洋 島田彩夏 内田恭子                           | 野島卓 西岡孝洋 島田彩夏 内田恭子                   | 野島卓 西岡孝洋 島田彩夏                            |
| 2000.10.2                    | 2001.3.30                    | 野島卓 竹下陽平 西岡孝洋 島田彩夏 内田恭子 政井マヤ                  | 野島卓 竹下陽平 西岡孝洋 島田彩夏 内田恭子 政井マヤ                  | 野島卓 竹下陽平 西岡孝洋 島田彩夏 内田恭子 政井マヤ         | 野島卓 竹下陽平 西岡孝洋 島田彩夏 内田恭子 政井マヤ | 野島卓 竹下陽平 西岡孝洋 島田彩夏 内田恭子 政井マヤ |
| 2001.4.2                     | 2001.9.28                    | 竹下陽平                                                             | 竹下陽平 政井マヤ 滝川クリステル                                     | 西岡孝洋 政井マヤ 滝川クリステル                            | 西岡孝洋 政井マヤ                                   | 西岡孝洋 政井マヤ 滝川クリステル                    |
| 2001.10.1                    | 2002.3.29                    | 竹下陽平 滝川クリステル                                              | 竹下陽平 政井マヤ 滝川クリステル 渡辺和洋                            | 西岡孝洋 政井マヤ 滝川クリステル 渡辺和洋                   | 西岡孝洋 政井マヤ 森本さやか                        | 西岡孝洋 政井マヤ 森本さやか                        |
| 2002.4.1                     | 2002.9.27                    | 小泉陽一 竹下陽平 滝川クリステル                                     | 小泉陽一 竹下陽平 政井マヤ 滝川クリステル                            | 小泉陽一 政井マヤ 滝川クリステル 渡辺和洋                   | 小泉陽一 政井マヤ 森本さやか 森下知哉               | 小泉陽一 政井マヤ 森本さやか 森下知哉               |
| 2002.9.30                    | 2003.9.28                    | 小泉陽一 岡田浩揮 森本さやか 中村仁美                                | 小泉陽一 岡田浩揮 森本さやか 中村仁美                                | 小泉陽一 政井マヤ 森本さやか                                | 小泉陽一 政井マヤ 森下知哉                          | 小泉陽一 政井マヤ 森下知哉                          |
| 2003.3.31                    | 2003.9.26                    | 森下知哉 中村仁美                                                    | 森下知哉 中村仁美                                                    | 小泉陽一 森本さやか 森下知哉                                | 小泉陽一 岡田浩揮 森本さやか                        | 小泉陽一 岡田浩揮 森本さやか                        |
| 2003.9.29                    | 2004.3.26                    | 森本さやか 森下知哉 長野翼                                           | 森本さやか 森下知哉 長野翼                                           | 小泉陽一 森本さやか 森下知哉                                | 小泉陽一 岡田浩揮 森下知哉 中村仁美                 | 小泉陽一 岡田浩揮 中村仁美                          |
| 2004.3.29                    | 2004.10.1                    | 森本さやか 森下知哉 長野翼                                           | 森本さやか 森下知哉 長野翼                                           | 森本さやか 森下知哉                                         | 岡田浩揮 森下知哉 中村仁美                          | 岡田浩揮 中村仁美                                   |
| 2004.10.4                    | 2005.6.30                    | 森本さやか 森下知哉 高橋真麻                                         | 森本さやか 森下知哉 長野翼                                           | 森本さやか 森下知哉                                         | 岡田浩揮 森下知哉 長野翼                            | 岡田浩揮 長野翼                                     |
| 2005.7.1                     | 2005.9.30                    | 森本さやか 森下知哉 高橋真麻                                         | 森本さやか 森下知哉 長野翼                                           | 森本さやか 森下知哉                                         | 森下知哉 長野翼                                     | 森下知哉 長野翼                                     |
| 2005.10.3                    | 2006.3.31                    | 森下知哉 高橋真麻 平井理央                                           | 森下知哉 長野翼                                                      | 森下知哉 長野翼                                             | 森下知哉 長野翼                                     | 森下知哉 長野翼                                     |
| 2006.4.3                     | 2006.9.29                    | 森下知哉 高橋真麻                                                    | 森下知哉 長野翼 田淵裕章                                             | 森下知哉 長野翼 田淵裕章                                    | 森下知哉 長野翼 宮瀬茉祐子                          | 森下知哉 長野翼 宮瀬茉祐子                          |
| 2006.10.2                    | 2007.9.28                    | 森下知哉 田淵裕章                                                    | 森下知哉 長野翼 田淵裕章                                             | 森下知哉 長野翼 秋元優里                                    | 森下知哉 長野翼 秋元優里                            | 森下知哉 長野翼 秋元優里                            |
| 2007.10.1                    | 2008.3.28                    | 森下知哉 田淵裕章                                                    | 森下知哉 田淵裕章                                                    | 森下知哉 大島由香里                                         | 森下知哉 大島由香里                                 | 森下知哉 大島由香里                                 |
| 2008.3.31                    | 2008.9.26                    | 森下知哉 田淵裕章                                                    | 森下知哉 田淵裕章                                                    | 森下知哉 小穴浩司 大島由香里                                | 森下知哉 大島由香里                                 | 森下知哉 大島由香里                                 |
| 2008.9.29                    | 2009.3.27                    | 森下知哉 田淵裕章 大島由香里                                         | 森下知哉 田淵裕章 大島由香里                                         | 田淵裕章 秋元優里 椿原慶子                                  | 田淵裕章 小穴浩司 秋元優里 椿原慶子                 | 田淵裕章 小穴浩司 秋元優里 椿原慶子                 |
| 2009.3.30                    | 2009.9.25                    | 倉田大誠 田淵裕章 大島由香里                                         | 倉田大誠 田淵裕章 秋元優里 大島由香里                                | 倉田大誠 田淵裕章 秋元優里 椿原慶子                         | 倉田大誠 小穴浩司 秋元優里 椿原慶子                 | 倉田大誠 小穴浩司 椿原慶子                          |
| 2009.9.28                    | 2009.10.13                   | 田淵裕章 大島由香里 福井慶仁                                         | 田淵裕章 大島由香里 福井慶仁                                         | 田淵裕章 大島由香里 椿原慶子 福井慶仁                       | 小穴浩司 椿原慶子 山中章子                          | 小穴浩司 椿原慶子 山中章子                          |
| 2009.10.14                   | 2010.10.1                    | 大島由香里 福井慶仁                                                  | 大島由香里 福井慶仁                                                  | 大島由香里 椿原慶子 福井慶仁                                | 小穴浩司 椿原慶子 山中章子                          | 小穴浩司 椿原慶子 山中章子                          |
| 2010.10.4                    | 2011.3.25                    | 大島由香里 福井慶仁 谷岡慎一                                         | 大島由香里 福井慶仁 谷岡慎一                                         | 小穴浩司 大島由香里 椿原慶子 福井慶仁                       | 小穴浩司 椿原慶子 山中章子                          | 小穴浩司 椿原慶子 山中章子                          |
| 2011.3.28                    | 2011.6.30                    | 大島由香里 榎並大二郎 椿原慶子 福井慶仁 谷岡慎一                     | 大島由香里 榎並大二郎 椿原慶子 福井慶仁 谷岡慎一                     | 小穴浩司 大島由香里 榎並大二郎 椿原慶子 福井慶仁            | 小穴浩司 榎並大二郎 椿原慶子 山中章子               | 小穴浩司 榎並大二郎 椿原慶子 山中章子               |
| 2011.07.01                   | 2011.9.30                    | 大島由香里 榎並大二郎 椿原慶子 福井慶仁 谷岡慎一 竹内友佳            | 大島由香里 榎並大二郎 椿原慶子 福井慶仁 谷岡慎一 竹内友佳            | 大島由香里 榎並大二郎 椿原慶子 福井慶仁 竹内友佳            | 榎並大二郎 椿原慶子 山中章子                        | 榎並大二郎 椿原慶子 山中章子                        |
| 2011.10.3                    | 2012.3.30                    | 大島由香里 榎並大二郎 椿原慶子 福井慶仁 谷岡慎一 細貝沙羅 三田友梨佳 | 大島由香里 榎並大二郎 椿原慶子 福井慶仁 谷岡慎一 細貝沙羅 三田友梨佳 | 大島由香里 榎並大二郎 椿原慶子 福井慶仁 細貝沙羅            | 榎並大二郎 椿原慶子 山中章子 細貝沙羅               | 榎並大二郎 椿原慶子 山中章子 細貝沙羅               |
| 2012.4.2                     | 2012.9.28                    | 梅津弥英子 大島由香里 榎並大二郎 椿原慶子 福井慶仁 谷岡慎一 細貝沙羅 | 梅津弥英子 大島由香里 榎並大二郎 椿原慶子 福井慶仁 谷岡慎一 細貝沙羅 | 梅津弥英子 大島由香里 榎並大二郎 椿原慶子 福井慶仁 細貝沙羅 | 梅津弥英子 榎並大二郎 椿原慶子 山中章子 細貝沙羅    | 梅津弥英子 榎並大二郎 椿原慶子 山中章子 細貝沙羅    |
| 2012.10.1                    | 2013.3.29                    | 榎並大二郎 椿原慶子 福井慶仁 細貝沙羅 酒主義久 久代萌美              | 榎並大二郎 椿原慶子 福井慶仁 細貝沙羅 酒主義久 久代萌美              | 榎並大二郎 椿原慶子 福井慶仁 細貝沙羅 酒主義久 久代萌美     | 榎並大二郎 椿原慶子 細貝沙羅 酒主義久 久代萌美      | 榎並大二郎 椿原慶子 細貝沙羅 酒主義久 久代萌美      |
| 2013.4.1                     | 2014.3.28                    | 福井慶仁 細貝沙羅                                                    | 福井慶仁 細貝沙羅                                                    | 福井慶仁 細貝沙羅                                           | 酒主義久 久代萌美                                   | 酒主義久 久代萌美                                   |
| 2014.3.31                    | 2014.9.26                    | 福井慶仁 細貝沙羅 酒主義久 久代萌美 内田嶺衣奈                       | 福井慶仁 細貝沙羅 酒主義久 久代萌美 内田嶺衣奈                       | 福井慶仁 細貝沙羅 酒主義久 久代萌美 内田嶺衣奈              | 細貝沙羅 酒主義久 久代萌美 内田嶺衣奈               | 細貝沙羅 酒主義久 久代萌美 内田嶺衣奈               |
| 2014.9.29                    | 2015.3.27                    | 細貝沙羅 竹内友佳 酒主義久 久代萌美                                  | 細貝沙羅 竹内友佳 酒主義久 久代萌美                                  | 細貝沙羅 竹内友佳 酒主義久 久代萌美                         | 細貝沙羅 竹内友佳 酒主義久 久代萌美                 | 細貝沙羅 竹内友佳 酒主義久 久代萌美                 |

### 代役について
基本的にフィールドキャスター陣がカバーすることが多いが、FNS各局のアナウンサーが代役を務めることもある。以下、基本的にレギュラー陣、フィールドキャスター陣以外の代役について記す。※印のアナウンサーは、所属の夕方のニュースをそれぞれ担当している。
| 「FNNスーパーニュース」代理キャスター一覧 | 「FNNスーパーニュース」代理キャスター一覧 |
| 休業者                                    | 代役 |
| ----------------------------------------- | --- |
| 宮川俊二                                  | - 堺正幸（1998年） - 『FNNスピーク』と兼務。 |
| 黒岩祐治                                  | - 堺正幸（1999年）- 『FNNスピーク』と兼務。 |
| 八木亜希子                                | - 田代尚子（1999年）- 『FNNスピーク』と兼務。 |
| 安藤優子                                  | 安藤が休暇や体調不良で休演もしくは取材などでスタジオに不在の場合はもう1人の女性メインが安藤のポジションに就き、その場合は女性のフィールドキャスターが元のポジションの代わりを務める。ただし、2011年4月 - 2014年3月は奥寺→境が安藤のポジションに就き、本来の奥寺→境のポジションには2013年3月までは代役を置かず、2013年4月以降は榎並が本来の境の役割も担っていた（その場合のメインキャスターの着席順は境・石本・榎並となっていた）。また、安藤以外の女性メインも不在の場合は、女性のフィールドキャスター・系列の女性アナウンサーか男性メインが代行する。 - 津野瀬果絵（2003年、テレビ西日本アナウンサー） - 宮沢桃子（2004年、※当時東海テレビアナウンサー） - 畑野優理子（2005年、当時テレビ西日本アナウンサー） - 下松小百合（2008年、※当時鹿児島テレビアナウンサー） |
| 須田哲夫                                  | 全曜日担当時代、不在の際は男性フィールドキャスター（主に森下知哉が多かった）または系列の男性アナウンサーが代行していた。 - 岡田考平（2004年、当時東海テレビアナウンサー） - 林弘典（2005年、※関西テレビアナウンサー） |
| 西山喜久恵                                | - 森本さやか - 長野翼 - 竹下佳奈（2006年7月31日 - 8月4日、※当時山陰中央テレビアナウンサー。レギュラー就任前） |
| 長野翼                                    | - 秋元優里（2008年9月8日・9月9日） - 大島由香里（2008年9月10日 - 9月12日・2010年12月20日 - 12月22日） - 清水美紀（2009年9月21日 - 9月25日、※東海テレビアナウンサー） - 椿原慶子（2010年12月23日・12月24日、2011年1月26日 - 1月28日） |
| 境鶴丸 （文化芸能部）                     | - 西岡孝洋 - 竹下陽平 |
| 吉崎典子                                  | - 中村仁美（2005年8月29日 - 9月2日・2009年8月24日 - 8月28日） - 梅津弥英子（2008年9月8日 - 9月12日・2010年8月30日 - 9月3日。レギュラー就任前） |
| 木村太郎                                  | 下記以外は不在の場合も代役は立てられなかった。 - 若狭勝（2010年11月30日 - 12月17日の月曜日 - 木曜日。レギュラー就任前） |
| 舞の海 永島昭浩                           | - 安藤優子（初期） - 石本沙織（2006年9月まで、週末版と兼務。2006年FIFAワールドカップドイツ大会の取材時） - 田淵裕章（2008年。北京オリンピックの現地取材時） - 榎並大二郎（2010年、週末版と兼務） |
| 石原良純 三井良浩                         | - 小島弘行（2009年9月まで、週末版と兼務。石原・三井のどちらも出演できない場合） - 大島由香里（2010年） - 加藤綾子（2010年） - 椿原慶子（2010年） - 柳瀬真（2012年7月3日） |
| 奥寺健                                    | - 野島卓（2011年8月29日 - 9月2日・2012年8月27日 - 8月31日）『週末版を兼務』 - 榎並大二郎（2012年2月9日・2月10日） |
| 梅津弥英子                                | - 椿原慶子（2011年7月25日 - 7月29日）『キャスターと兼務』 |
| 境鶴丸 （メイン第2期）                    | - 福井慶仁（2013年9月2日・9月3日） - 酒主義久（2013年9月6日） |
| 石本沙織                                  | - 椿原慶子（2013年2月8日 - 2月13日、9月12日・9月13日、2014年3月3日 - 3月6日） - 松村未央（2013年9月9日 - 9月11日） |
| 榎並大二郎 （メイン）                     | - 福井慶仁（2013年9月18日、2014年5月7日、8月4日 - 8月6日） - 酒主義久（2013年9月19日、2014年5月8日・5月9日、8月7日・8月8日） |
| 松村未央                                  | - 榎並大二郎 - 細貝沙羅（2013年9月3日） - 内田嶺衣奈（2013年9月5日・9月6日、2014年2月6日、2月13日・2月14日、9月1日・9月2日） - 久代萌美（2014年1月23日・1月24日、2月3日 - 2月5日、2月10日 - 2月12日、2月17日 - 2月21日、2月24日・2月25日、2月27日、3月26日・3月27日、5月21日、9月3日 - 9月5日） |
| 椿原慶子 （第2期）                        | - 松村未央（2014年6月12日・6月13日、9月15日 - 9月19日、9月24日・9月25日） - 久代萌美（2014年9月3日、9月5日） |

## 放送内容

### 主なコーナー
オープニングパート
- 1998年4月 - 9月
  - 関西テレビなど一部の局が18:00飛び乗り。該当する局ではオープニングや「スーパー列島中継」、ヘッドラインを自社発の内容に差し替えていた。18:00になるとスタジオの引きの映像をバックに右下にロゴを出し、宮川が「6時になりました」と言ったのに続いてトップニュースに移っていた。
- 1998年10月 - 2011年3月
  - 17時台：冒頭はニュース素材や音源はフジテレビ発だが、ロゴは載せず、各局で対応する。ただし、2001年10月 - 2002年3月の間の17時台のオープニングタイトル映像[注 4]については当時キー局以外で唯一17時台をネットしていた高知さんさんテレビにも同時送出されていたほか、2012年4月 - 9月の16:50のオープニングタイトルCGも同時刻の番組冒頭からネットしていた局にも同時送出されていた。
  - 18時台：このクールよりヘッドラインもネットワークニュースゾーンに内包。基本的にフジテレビからネットワーク回線に載せるのはニュース素材とナレーションのみ。冒頭29秒の音源とロゴは原則各局出しとなっており[注 5]、フジテレビやテレビ静岡のように独自にサウンドエフェクトを付けてる局もあればそうでない地域もある。また、タイトルCGの部分は矢継ぎ早に切り替わるニュース映像をバックとしていたが、新潟総合テレビや岡山放送などその部分を自社発の天気カメラ映像に差し替えていた局もあった。『スーパータイム』時代とは異なり、ヘッドラインは3本。前半2本はフジテレビ発、最後の1本は各局ごとに差し替えられる。関西テレビ（2009年3月まで）[注 6] や東海テレビなどヘッドラインパート30秒を丸々差し替えて自社出しとし[注 7]、フジテレビがヘッドラインを終えたところから飛び乗る局もあった。その一方で、17時台のネット局が少なかった時期は定刻より15秒 - 30秒早いフライングスタートの形を取り、先に地元のスタジオからキャスター挨拶を行ってフジテレビがタイトルCGを出し終えたタイミングで飛び乗っていた局があった。

1998年10月 - 1999年3月の間はヘッドライン終了後にスタジオの引きの映像がしばらく流れた後、宮川・八木が「こんばんは」と挨拶してからトップニュースを伝える形となっていたが17時台および16時台は進出後は原則として挨拶は16時・17時台のオープニングだけで、全国ニュースでの挨拶はない。ただし、18時台は最初のニュースを読む際は必ず先頭に「まずは」と付けてから読む。
- 2011年4月 - 終了
  - 18時台のヘッドラインは廃止。

ニュース
- 初期は地方発のニュースは一部を除いて系列が編集したものを放送した。2000年4月に17時台へ本格的に進出した際、17時台が関東ローカル放送だったために系列の手を借りることが減っていった。その結果、番組独自の取材班による取材、フジテレビで映像を編集してキャスターではなくナレーターによるナレーションが定着。速報時の第一報の中継や台風といった多元中継については系列が担当。生中継の多用や識者のゲスト起用も行っている。
- 世相やトレンド情報も取り上げる。アザラシのタマちゃんをいち早く紹介した番組である。
- 1999年からリポーター（公式サイトでいう「フィールドキャスター」）を起用している。リポーターは若手アナウンサーが曜日シフト制で担当し、取材・中継を行う。なお、メインキャスターも取材を行う。リポート以外に年末年始のFNNニュースのキャスターを担当する他、長野、森下、田淵、大島、椿原のようにメインキャスターに昇格した者もいる。リポートの際の特徴として、FNN標準のものではなくメインキャスターやコメンテーターと同じテロップで氏名を表記する。
- 2002年に当時首相の小泉純一郎が訪朝して以降、北朝鮮の話題を報じることがあった。また、拉致被害者の帰国にあたり、完全中継を行った。
- 木村によるコメントは、その概要が字幕で表示される[注 9]。2002年から2011年3月25日までは、フルネームを捩った「木村太論」というタイトルを付記。
- 2011年3月28日から、全国ニュースが18:16.55から18:15.00の1分55秒短縮された。全国ニュース冒頭の3項目のヘッドラインが廃止され右上にタイトルロゴ表記（各局で送出）がされた後早速最初のニュースに入る。
- 2013年4月1日から、初めのニュースを「きょうイチ」と名付けて放送する。
- 2014年4月から、そのニュースの背景や当事者の意図などが分かりにくいトピックスや単語が出た場合、「コレなに？」と名付けて解説する。
- 2014年9月29日から、フラッシュニュースを2項目・3項目扱うようになった。

天気予報
- コーナー名の変遷は以下の通り。
  - 1998年3月 - 2000年3月：「ポップアップ天気予報」
  - 2000年4月 - 2001年3月：「太郎と彩子のウェザーデート」
  - 2001年4月 - 2013年3月：「ズバリ!お天気」
  - 2013年4月 - 2015年3月：「オオタニ天気」（みんなのニュースでも継続）
- 石原が担当する時はコラム「石原良純の空をみよう」を放送。
- 普段はフジテレビのみであるため関東地方の天気を伝えるが、特別編成（主に新内閣組閣関連）で全国ネットになる場合、全国の天気に変更される。また、台風・豪雨等の気象関連ニュースについて全国ニュースに登場して解説することもある。
- 「ズバリ!お天気」からはメインキャスターの安藤がパートナーを務める。2010年10月から2012年3月までは芸能担当キャスター（吉崎、梅津）がパートナーとなり、この時期のみ屋外（フジテレビ7F、フジテレビ湾岸スタジオ屋上など）で予報を伝えていた（それまではバーチャルセットを使用）。また、2011年3月の東日本大震災発生前まではコーナー開始直前のCMに入る前の提供クレジットの際、石原が天気やスポーツに関する動きをしていた。
- 2013年3月まで長年に渡り18時台のみだったが、4月からは17時台にも伝えるようになった。
- オオタニ天気において、前述の通りキー局のフジテレビでは16時・17時台、番組最終の3回（一部ネット局では、最終を除く2回）のコーナーを設けており、始め2回はフジテレビ本社前でゆるキャラとともに、最終ではスタジオに移動して安藤と共に天気概況および予報を伝える。最終版ではゆるキャラもスタジオに移動しており、主に安藤にイジられている。なお、週の最後である金曜日は「ゆるキャラバン」と銘打ち、その週に登場したゆるキャラの地元に赴き、現地より中継でコーナーを進行、そのため金曜日のみ3回とも中継となる（2013年5月最終週より、ゆるキャラバンの放送は、金曜日から月曜日に変更されており、それに伴い、安藤が翌週登場するゆるキャラの予告をするようになった）。しかし、このゆるキャラ演出は2014年9月26日を以て廃止された。

スーパーリポート
- 2000年4月のリニューアル時に新設された17時台の特集コーナー。当初は「みみより@ホーム（みみよりあっとほーむ）」というコーナー名で、2001年10月に「スーパーリポート」へ改題していた。当時はこのコーナーから須田と木佐（西山）が進行し、『文化芸能部』が終了しCMに入るまで安藤と木村は一旦席を外していた。ドキュメントや追跡・密着取材（麻薬Gメンや海上保安庁などの捜査・警備機関など）といった硬派な内容となっている。ナレーションは、フジテレビ昼のニュース番組『FNNスピーク』のキャスターが担当することが多い。小林清志が集中的に担当したこともあり、またニッポン放送から移籍した松元真一郎も担当する。
- 2010年より追跡取材「追セキ」というコーナーを不定期に放送、このコーナーではVTRの前後に取材したリポーターがスタジオに出演する。

文化芸能部
- 『2時のホント』終了に伴い午後の芸能ニュースが消滅したことを受け、芸能ニュースコーナー「文化芸能部」を17時台に設置。当初は17時台の終わりに放送され、このコーナーの後に一旦CMを挟んでから全国ニュースが始まっていた（即ち、17:54のCM明けが系列の飛び乗りポイント）。スタジオではなく社会情報局「情報フロアー」から放送していたが、最末期の2010年4月からはスタジオの一角にある「ブース」からの放送に変更。
- 「スーパーリポート」や「にゅ〜すクリップ」とともにコーナー開始時間が変動することが多く、コーナーのオープニングを省略（右上にコーナーのタイトルロゴを表示するのみ）することも多かった。
- 2011年3月28日からはスポーツの力が廃止されたのに伴い、スポーツニュースも放送される事になった。芸能担当とスポーツ担当とキャスターの担当分野は分かれるが、相手の担当分野の原稿を読むケースが多々見られた。重要な報道がある時は芸能とスポーツを分けて放送されることがあった。
- 2012年6月を以て廃止された。

スーパー特報
- 17時台後半に放送される特集コーナー。密着取材によるドキュメントなど「ハード・硬派」な内容も放送するが、グルメ・旅行・生活実用などを定着させ、どちらかといえば「ソフト」な内容となっている。フリーアナウンサーやタレント等がリポーターとして出演。迫文代、小谷あゆみ、黒住祐子、高橋ゆかり、永山美穂、竹島久美子、吉田かほり、影島香代子、吉井歌奈子、植村智子、坂本祐祈、木竜亜希子、山元香里、榊菜美、ドロンズ石本、かつみ♥さゆり 他が挙げられる。ナレーションは、真中了が担当することが多い。2011年3月11日に発生した東北地方太平洋沖地震の影響で一時的に放送を見合わせた。
- 関東ローカルであるために関東地方の情報を取り上げることが多いが、全国各地でも放送される「スーパーリポート」コーナーでも放送されることがあった。
- 「スーパー特報」を不定期で録画ネットしている地域（さくらんぼテレビ・岡山放送など）では地元にメリットがない地域性の高い特集以外を放送されることがあったが、高知さんさんテレビの場合は当時同局の取材能力が低かったこともあってか、関東ローカル性の高いものも含めて週に2回 - 3回録画ネットしていた。
- 2014年9月26日までは長年に渡り18時台の関東ローカルで放送されていたが9月29日から「リアル!」の開始に伴い、「コレみて」の後継コーナーとして17時台後半へ移動した。

スポーツの力
- 2000年のリニューアルで、かつての『FNNスーパータイム』、『FNNニュース555 ザ・ヒューマン』以来のスポーツコーナーが関東ローカル枠に内包される形に戻った。
- 関東ローカル内での放送ではあったが、このコーナーはほぼ全国ネットで放送されていた。ただ、関西テレビに限ってはこのコーナーはネットされていなかった。なお、五輪期間中は関西テレビでも放送するが、約2分 - 3分遅れての時差放送であった。また、「中継」表示も独自で「報告」とかぶせて放送していた。
- 関西テレビ以外の局も（主に北海道文化放送において）、ローカルを拡大する必要がある場合は不定期でネットしない場合があった。
- 2011年3月をもって廃止。後に「トク選」となり17時台に文化芸能部に吸収され芸能とともに放送される。

にゅーすクリップ
- 2009年頃開始。主にB級ニュースを中心に扱っていたが、2012年10月以降はスポーツニュースも扱うようになった。

ニュース（旧「トク選」）
- 2011年4月に「トク選」として始まった奥寺・大島・椿原が、進行の18時台後半のニュースコーナー。「トク選」ではバーチャル画面でニュース項目を表示。2012年9月で「トク選」の名称をやめたが、ニュースコーナーとして継続。
- 一部地域を除き全国ネットで放送。

さきドリLIVE
- 2013年4月開始。榎並の進行で、フィールドキャスター、フジテレビの報道記者（取材先または警視庁キャップから）、「トレすぽ」担当の松村（社会情報局フロアから）と中継を結び、各地からの最新情報や見所を伝える。

トレすぽ
- 2013年4月1日からスタート。「トレすぽ」は「トレンド&スポーツ」の略称。2012年6月に廃止された「文化芸能部」の後継コーナーで、芸能ニュースとスポーツを交互に伝える。松村が進行。

コレみて
- 2013年4月1日からスタート。「スーパーリポート」の後継コーナーで、グルメ・旅行・生活実用などといった「ソフト」な内容となっている。

きんピカ!
- 2014年5月2日からスタート。毎週金曜日のみ放送。旬な情報やトレンドを伝える。

ニュース総ざらい・ぷらイチ
- 共に2013年4月開始。18時台後半のニュースコーナーで「トク選」の後継コーナーである。「トク選」同様、バーチャル画面でニュース項目を表示。榎並と松村が進行。
- ぷらイチは主に世界の衝撃映像やB級ニュースを1項目伝える。
- 北海道文化放送・長野放送・関西テレビ・テレビ新広島を除く全国ネットで放送（ただし非ネット局でも緊急時や重大ニュース発生時は臨時でネットする事がある）。

クイズ『おしキャラどっち?』
- 2014年5月12日からスタート。データ放送画面に登場する2体のゆるキャラのうち、どちらか1体を選び、○×クイズに挑戦。そのクイズ正解率が、選んだゆるキャラの得点になり、平日の合計ポイントの高かった方のゆるキャラが、次週のオオタニ天気に登場する。なお、台風など重大な気象情報を伝える際は当該コーナーを休止することがあった。

芸能通やく
- 2014年9月29日に「トレすぽ」の後継コーナーとしてスタート。やくと福井が担当。なお、コーナー名の「芸能通やく」の「やく」は"やくみつる"の事を示している。

リアル!　
- 2014年9月29日にスタート。今起きている事件、事故、疑問になどに迫り、真相を追跡するコーナーで、スーパー特報よりは硬派な内容になっている。関東ローカルのみの放送。

スーパーネットNAVI
- 2014年9月29日にスタート。生野→安藤と津田が担当。ネットの世界での話題やトレンドを独自の視点で伝える。また、注目ニュースのネット上の取り上げ方やSNSで話題になっているもの・さらに視聴者からの投稿映像も扱う。こちらも関東ローカルのみの放送となった。

えなみゼミ
- 2014年9月29日にスタートしたスポーツコーナー。これまでスポーツコーナーは2011年3月までの「スポーツの力」以来廃止されていたが、これを機に3年半ぶりにスポーツコーナーが復活した。榎並が担当する。
- スポーツニュースのみならず、スポーツの疑問やアスリート発掘にも取り組んで行く。
- ちなみにえなみゼミとは「スポーツ榎並ゼミナール」の略称。
- 前身「ニュース総ざらい」同様、全国ネットで放送された（一部系列を除く。ただし非ネット局でも緊急時や重大ニュース発生時は臨時でネットする事があり、通常ネットする局もローカルを拡大する必要がある場合は不定期で休止になる場合がある）。

### タイムテーブル

#### 1998年度（宮川時代）
基本的には『スーパータイム』→『ザ・ヒューマン』時代の番組構成・内容を踏襲した。ただし、同じ時間に全国ニュースが始まる『ニュースプラス1』（日本テレビ）に対抗して冒頭に「スーパー列島中継」が入ったことと、特集とスポーツの順番を入れ替え、全国ニュースとスポーツを直結した点のみ異なる。

#### 1999年度（黒岩時代）
前年度のタイムテーブルに17時台前半を加え、一部コーナー名を変更したのみで、最低限にとどまった。17時台前半は、当初黒岩・八木によるストレートニュース、7月以降は八木が左上に表示される項目リストの順にストレートニュースを伝え、大林が解説を加えるシンプルな形で進行し、生活情報を中心とした他局の17時台前半との見直しを実施。

#### 2014年度後期（安藤時代末期）
| 第1部『スーパーニュース』                                        | 第1部『スーパーニュース』        | 第1部『スーパーニュース』                                          |
| 時刻                                                             | 内容                             | 備考                                                               |
| ---------------------------------------------------------------- | -------------------------------- | ------------------------------------------------------------------ |
| 16:52.30                                                         | オープニング                     | 基本的に、安藤・生野・椿原が登場。                                 |
| 16:52.40                                                         | ニュース                         | 東海テレビは途中で一旦飛び降り、ローカルに戻る。                   |
| 17:25ごろ                                                        | オオタニ天気（全国の天気）       | テレビ愛媛はこのコーナーを差し替え、ローカルニュース・天気を放送。 |
| 17:30ごろ                                                        | 芸能通やく                       |                                                                    |
| 17:43ごろ                                                        | スーパー特報                     | 2014年9月26日までは18:15.00 - 18:37ごろに関東ローカルで放送。      |
| 17:53.55                                                         | 第2部オープニング                |                                                                    |
| 第2部『FNNスーパーニュース』（全国のFNN系列28局同時ネット）      |                                  |                                                                    |
| 時刻                                                             | 内容                             | 備考                                                               |
| 17:54.00                                                         | 全国ニュース                     | 全国ニュース内のCMで、一部の局が各地方の予告をするところもある。   |
| フジテレビ以外はネット飛び降り                                   |                                  |                                                                    |
| 18:15.00                                                         | リアル!                          | 地方局はローカルニュース・特集など                                 |
| 18:30ごろ                                                        | スーパーネットNAVI               |                                                                    |
| 北海道文化放送・関西テレビ・テレビ新広島を除く系列25局同時ネット |                                  |                                                                    |
| 18:40.00                                                         | えなみゼミ（スポーツ）・ニュース |                                                                    |
| 再び地方局はネット飛び降り                                       |                                  |                                                                    |
| 18:51.15                                                         | オオタニ天気（関東の天気）       |                                                                    |
| 18:55ごろ                                                        | ラストニュース                   |                                                                    |
| 18:56.25                                                         | 番組終了・ステーションブレイク   |                                                                    |

### 連動データ放送
地上波デジタル放送とワンセグ放送では、番組と連動してデータ放送を実施している（2011年3月25日以降実施されていなかったが2014年5月12日から3年ぶりに再開）。地上波デジタル放送のデータ放送では、逆L字で実施。視聴地域のあすの天気と、「きょうのスーパーニュース」（全国）、「スーパー特報」（フジテレビのみ）、「ズバリ!天気」（フジテレビのみ）のメニューがあった。ワンセグ放送のデータ放送では、「きょうのスーパーニュース」を実施。
きょうのスーパーニュース
17時のニュース、スーパーリポート、文化芸能部、18時のニュース、スポーツ力の内容が表示（放送されていないコーナーでも全国で見ることができる）。
スーパー特報
当日放送される内容が表示される。
ズバリ!お天気
関東地方のあすの天気が表示される。

## 歴代のテーマ曲・作曲者
| 期間                          | 17時台                                                            | 18時台                                                                                            | 備考 |
| ----------------------------- | ----------------------------------------------------------------- | ------------------------------------------------------------------------------------------------- | --- |
| 1998年3月30日 - 1999年3月31日 | （放送なし）                                                      | 「The THEME from SUPER NEWS」 （本間勇輔）                                                        | 初期半年に使われていたバージョンはCM前ジングル・エンディング用の10秒ジングル（後者は関東のみで聞けた）と共に富山テレビの『BBTニュース』でその後も使われていた。1998年10月1日からはトランペット調のアレンジ版が使用された。 |
| 1999年4月1日 - 1999年6月30日  | 「Relaunch.Into Another Space」 （PONTA BOX）                     | 「Wandering Stella(Love Circle)」 （PONTA BOX）                                                   | |
| 1999年7月1日 - 2000年3月31日  | 「Every Step Of The Way」 （David Benoit）                        | 「Wandering Stella(Love Circle)」 （PONTA BOX）                                                   | |
| 2000年4月3日 - 2001年9月28日  | ゲーム『ツインビーヤッホー!』より「君に会うために」のアレンジ     | 「LANDING TIMEMACHINE」 （浅倉大介）                                                              | 最終回でも『ツインビーヤッホー！ 君に会うために』が使用 （その際安藤時代第1回目の2000年4月3日放送分のオープニングが流れた）。                                                                                              |
| 2001年10月1日 - 2002年3月29日 | 「コロナ」 （向谷実）                                             | 「LANDING TIMEMACHINE」 （浅倉大介）                                                              | 最終回でも『ツインビーヤッホー！ 君に会うために』が使用 （その際安藤時代第1回目の2000年4月3日放送分のオープニングが流れた）。                                                                                              |
| 2002年4月1日 - 2010年3月26日  | 「FNNスーパーニューステーマ」 （本間勇輔）                        | 「FNNスーパーニュースのテーマ（18時台バージョン）」 （塩崎容正）                                  | 最終回でも安藤時代初期メンバー（安藤・木佐・須田・木村）登場シーンで使用。 |
| 2010年3月29日 - 2011年3月25日 | 「スーパーニュースのテーマ（17時台バージョン）2010」 （塩崎容正） | 「FNNスーパーニュースのテーマ（18時台バージョン）NEW Version」 （作曲：塩崎容正、編曲：DJ eQuip） | |
| 2011年3月28日 - 2012年3月30日 | 「FNNスーパーニュース2011テーマ」 （渡辺俊幸）                    | 「FNNスーパーニュース2011テーマ」 （渡辺俊幸）                                                    | |
| 2012年4月2日 - 9月28日        | 「Can't Take My Eyes Off Of You」 （MISIA）                       | 「Can't Take My Eyes Off Of You」 （MISIA）                                                       | |
| 2012年10月1日 - 2013年3月29日 | 「FNNスーパーニュース2012BGM」 （高田耕至）                       | 「FNNスーパーニュース2012BGM」 （高田耕至）                                                       | |
| 2013年4月1日 - 2015年3月27日  | 「forever」 （松永貴志）                                          | 「forever」 （松永貴志）                                                                          | 正式名称は「FNNスーパーニュース2013BGM」 アルバム曲（GOOD NEWS!）とテレビ放送版は若干アレンジされている。 |

## ネット状況

### FNN系列各局の番組名と放送開始時間
- 17時台（16:50 - 17:54）・18時台（17:54 - 19:00）の2部構成で放送（18時台の17:54 - 18:15はFNN系列28局ネット）。
- 前番組『FNNニュース555 ザ・ヒューマン』と同様に18時台のFNN枠（17:54 - 18:15）を除き、全編ローカルセールスのため、FNN報道特番扱いとならない場合でも、放送するニュースの内容やフジテレビ以外の各系列の番組編成によっては、通常は一部時間帯以外ネットしていない系列（『○』以外の印の放送局・時間帯）でも、17時台を臨時に○、△（17時台において「△」以外の放送局）、18時台を臨時に▲（「▲」以外の印の放送局）に変更する局があった一方、フジテレビ以外の通常で17時台が○、△の局、18時台が▲の局でも、臨時に17時台、18時台は×に各々変更する場合があった。また、16:52.30・17:54・18:40の飛び乗りポイントと18:15・18:51.15の飛び降りポイント以外に明確な枠区切りが無いため、唐突にフジテレビの映像からローカル放送へ切り替わったり、逆に緊急時は、ローカル放送から唐突にフジテレビ送出の映像に切り替わる場合もあった。
- FNN系列におけるローカルニュースのタイトルは全局で『スーパーニュース』で統一されていた。
- 突発性のあるニュースなどは随時放送開始時間を早めたり、ローカル枠の縮小などの編成を組む場合があった。
- 番組タイトルは、各局公式HPの週間番組表および各番組のHPを参考にしている。
- ネット状況について
  - ○印…フルネット（17時台の16:50 - 16:52.30の差し替えを含む）
  - △印…部分ネット（17時台は途中まで、18時台は18:15まで）
  - ▲印…18時台において、△に加え関東ローカルも18:40 - 18:51.15に部分ネット
  - ×印…非ネット
- 18:15以降の対応についての詳細は「FNN夕方ローカルニュース一覧」を参照。

| 放送対象地域   | 放送局                    | 番組タイトル | 放送時間 （東京発） | 放送時間 （東京発） | 備考 |
| 放送対象地域   | 放送局                    | 番組タイトル | 16:50 - 17:54       | 17:54 - 19:00       | 備考 |
| -------------- | ------------------------- | --- | ------------------- | ------------------- | --- |
| 関東広域圏     | フジテレビ（CX）          | 16:50 - 19:00 FNNスーパーニュース                                                                                | ○                   | ○                   | - 番組制作局 - 2013年4月1日 - 9月27日は16:30から放送していた。 |
| 北海道         | 北海道文化放送（UHB）     | 15:52 - 16:48 U型ライブ 16:48 - 19:00 Super NEWS U                                                               | ○                   | △                   | - 前番組は、18時台のみ『uhbスーパーニュース FNN』→16時台と17時台のみ『U型テレビ』だった。 - 17時台は、2008年3月28日までは×（当該時間帯はドラマ再放送枠）。3月31日から2011年4月1日までは○。4月4日の「U型テレビ」開始以降は△（2014年3月28日まで、17時台は16:50 - 17:15ごろ。2014年3月31日から9月26日までは16:52.30 - 17:49ごろまで《17時台のローカル差し替え拡大の場合は17:15ごろ - 17:49ごろ》に部分ネット）。 - 緊急時は17時台を○または18時台を臨時に▲に変更していた。 |
| 岩手県         | 岩手めんこいテレビ（mit） | 16:50 - 19:00 mitスーパーニュース                                                                                | ○                   | ▲                   | - 2012年4月2日より17時台を○に変更。ネット開始前にも、2011年4月4日から5月27日まで臨時で17時台を○に変更した実績がある。以前は17時台にドラマの再放送やアニメを放送していた。 |
| 宮城県         | 仙台放送（OX）            | 16:50 - 19:00 FNN仙台放送スーパーニュース                                                                        | ○                   | ▲                   | - 17時台は2005年10月3日から○に変更。 - 2000年7月3日 - 2006年12月22日までは15:59 - 16:55まで『ヨジテレビ!』を放送。 |
| 秋田県         | 秋田テレビ（AKT）         | 月曜 - 木曜 16:50 - 19:00 AKTスーパーニュース 金曜 15:30 - 16:50 SUPER jumpin' 16:50 - 19:00 AKTスーパーニュース | ○                   | ▲                   | - 17時台は2002年12月2日から○に変更。 |
| 山形県         | さくらんぼテレビ（SAY）   | 16:50 - 19:00 SAYスーパーニュース                                                                                | ○                   | ▲                   | - 17時台は2004年10月4日から○に変更。 |
| 福島県         | 福島テレビ（FTV）         | 16:50 - 19:00 FNN FTVスーパーニュース                                                                            | ○                   | ▲                   | - 17時台は2003年3月31日から△、2008年3月31日から○に変更。 - 前番組は17時台のみ『テレポート』、18時台のみ『FNN FTVスーパーニュース テレポート』→17時台のみ『Lばんテレポート』、18時台のみ『FTVスーパーニュース FNN』 → 『Lばんスーパーニュース』 → 『情熱スクープ FTVスーパーニュースFNN』。 - 2003年3月31日から2008年3月28日までと2014年3月31日から9月26日までは17時台にローカルコーナーを設けていた。 - 18時台の音楽は独自のものが使用される。 - 「つながろう!福島」（震災復興特集）放送時は18時台を臨時に△に変更。 |
| 新潟県         | 新潟総合テレビ（NST）     | 17:53 - 17:54 NSTスーパーニュースヘッドライン 17:54 - 19:00 FNN NSTスーパーニュース                              | ×                   | ▲                   | - 17:53から1分間は、ローカルのヘッドラインを放送。 - 2009年3月30日から17:53開始に繰り上げ。 |
| 長野県         | 長野放送（NBS）           | 16:50 - 19:00 FNN NBSスーパーニュース                                                                            | ○                   | ▲                   | - 17時台は2006年4月3日から○に変更。それまでは17時台は×（ドラマの再放送に充てていた）。 - 2007年9月28日までは放送開始1分前にカウントダウンとして長野県内ニュース・天気予報を1分間長野から伝えてきたが、10月1日に16時台の時間拡大に伴い廃止された。 - 2013年4月1日 - 9月27日は16:30からネットしていた。 - 2014年10月6日から18時台を▲に変更。「トク選」→「ニュース総ざらい」までの2014年10月3日までは×だったが2014年6月9日 - 7月11日までは2014 FIFAワールドカップ期間中という事もあり臨時で▲に変更していた（ただし以前はNBS独自で「トク選」のコーナーがあった）。 |
| 静岡県         | テレビ静岡（SUT）         | 17:54 - 19:00 FNNテレビ静岡スーパーニュース                                                                      | ×                   | ▲                   | - 17時台の時間帯はドラマの再放送やアニメを放送している。 - 緊急時は17時台を臨時に○に変更する場合があった。 |
| 富山県         | 富山テレビ（BBT）         | 16:30 - 18:55 BBTスーパーニュース チャンネル8                                                                    | ○                   | ▲                   | - 前番組は、17時台のみ『BBTスーパーニュース』、18時台のみ『BBTスーパーニュース FNN』→17時台のみ（後に16時台のみ）情報番組『Youドキッ!たいむ』、18時台『FNN BBTスーパーニュース』。 - 2009年3月30日から17時台を○に変更。ただ、それ以前にも一時期『Youドキッ!たいむ』に内包する形で「文化芸能部」のみ部分ネットしていたことがある。 - 2012年4月6日から9月28日まで、金曜18時台は特集企画「とやま物語」を放映するため、△に変更していた。 - 18時台を臨時に△に変更し、富山からの放送時間を拡大する場合があった。 |
| 石川県         | 石川テレビ（ITC）         | 16:50 - 19:00 FNN石川テレビスーパーニュース                                                                      | ○                   | ▲                   | - 17時台は2003年3月31日から○に変更。その後、2012年3月30日限りで×に変更となったが、7月30日から再度○に変更。 - 2013年4月1日 - 6月28日は16:30からネットしていた。 |
| 福井県         | 福井テレビ（FTB）         | 16:50 - 17:54 おかえりなさ〜い 17:54 - 19:00 FNN福井テレビスーパーニュース                                       | ×                   | ▲                   | - 17時台は2009年4月3日までは△（文化芸能部またはニュース（17:50ごろ - ））。 |
| 中京広域圏     | 東海テレビ（THK）         | 16:49 - 19:00 FNN東海テレビスーパーニュース                                                                      | △                   | ▲                   | - 17時台は2011年4月4日から△に変更。その前週まで、17時台はFNNから事前送りされるニュース映像か当番組17時台の同録映像のどちらかを使って東海テレビのキャスターがリードをつけて全国ニュースを伝えていた（このスタイルはその後もローカル情報が多い時に不定期で見られる）。 |
| 近畿広域圏     | 関西テレビ（KTV）         | 16:48 - 19:00 FNNスーパーニュースアンカー                                                                        | ×                   | △                   | - 17時台は、2005年4月4日 - 2006年3月31日は○に変更していた。 - 前番組は『FNNスーパーニュースKANSAI』 → 『FNNスーパーニュースほっとカンサイ』 → 『FNNスーパーニュースほっとKANSAI』。 - オリンピックやサッカーワールドカップ時を除いて「スポーツの力」→「トク選」→「ニュース総ざらい」→「えなみゼミ」をネットせず、独自のスポーツコーナー（「スポらば」）を放送している。 - 2009年3月31日までは17:54のヘッドラインがなく、代わりに18時台のローカルパートの予告を放送していた。 |
| 鳥取県・島根県 | 山陰中央テレビ（TSK）     | 16:50 - 19:00 FNN TSKスーパーニュース                                                                            | ○                   | ▲                   | - 17時台は2005年4月1日から○に変更。 |
| 岡山県・香川県 | 岡山放送（OHK）           | 16:50 - 19:00 OHKスーパーニュース                                                                                | ○                   | ▲                   | - 17時台はドラマ再放送に充てていたが、14時台に放送されていた関西テレビ制作の午後ワイド番組の代替として2006年4月3日より○に変更。 |
| 広島県         | テレビ新広島（TSS）       | 16:50 - 19:00 tssスーパーニュース FNN                                                                            | ○                   | △                   | - 17時台は2014年9月29日から○に変更。それまでは『5時ドラ!』と題し、ドラマの再放送を放送していたが、学校の長期休暇期間中は臨時に×に変更し、バラエティ番組の再放送に切り替えることがあった。 - 2014年7月28日より18時台を△に変更（「ニュース総ざらい」→「えなみゼミ」のネットを取りやめ、広島からの放送時間を拡大した）。 |
| 愛媛県         | テレビ愛媛（EBC）         | 16:50 - 19:00 EBCスーパーニュース FNN                                                                            | ○                   | ▲                   | - 17時台は2002年4月1日から○に変更。その後、2006年4月3日 - 2012年3月30日までは16:50からネット。2012年4月2日からは16:53に飛び乗り、10月1日からは再度16:50からネットするようになり、16:48から2分間のローカルを設けた。 - 2005年 - 2009年はテレチュー2・5h内包（コンプレックスのコンプレックス）。 - 2014年9月29日からは、17時台の「オオタニ天気」を差し替え、愛媛県内のニュース・天気を放送するようになった。 |
| 高知県         | 高知さんさんテレビ（KSS） | 16:50 - 19:00 SUNSUNスーパーニュース                                                                             | ○                   | ▲                   | - 17時台は2001年10月1日から○に変更。 |
| 福岡県         | テレビ西日本（TNC）       | 17:54 - 19:00 TNCスーパーニュース FNN                                                                            | ×                   | ▲                   | - 17時台は、当初は×だった（ドラマの再放送を放送していた枠であったため）。2008年3月31日 - 4月30日は△（ - 17:43）、2008年5月1日 - 2009年3月27日、2010年3月29日 - 7月30日は○、2009年3月30日 - 2010年3月26日は△（16:53.05 - 17:05頃）、以後×。 - 1998年3月30日 - 2009年3月27日までは『TNCスーパーニュース FNN（第1期）』、2009年3月30日 - 2010年3月26日までは『FNNハチナビ スーパーニュース』、2010年3月29日から2012年3月30日までは『ハチナビプラス TNCスーパーニュースFNN』18時台として放送。2012年度以降17:00はドラマ再放送。 - プロ野球福岡ソフトバンクホークスの試合を19時台から中継する場合、18時台を臨時に△に変更し、18:40のニュースコーナーを野球中継に差し替えることがあった。 - 2008年4月から半年間、16:50からローカルニュースを放送。2009年度は『ハチナビ スーパーニュース』として17時台は△とし、残りはローカル情報を放送。17時台が臨時で×または○に変更する日もあった。18時台は『TNCスーパーニュース』からの流れを受け継ぐ。 |
| 佐賀県         | サガテレビ（STS）         | 16:50 - 17:54 かちかちワイド 17:54 - 19:00 FNN SAGA TVスーパーニュース                                           | ×                   | ▲                   | - かちかちワイド（第1部）が、『カチカチてれび』時代に番組内のコーナーとして「文化芸能部」をネットしていたことがある。 - 前番組は『stsスーパーニュース FNN → FNN stsスーパーニュース』だった。 |
| 長崎県         | テレビ長崎（KTN）         | 16:50 - 19:00 KTNスーパーニュース                                                                                | ○                   | ▲                   | - かつて存在した前番組は17時台のみ『テレビみゅ〜で』、18時台のみ『KTNスーパーニュース FNN（第1期）』 - 17時台は『できたてGopan』の時間変更により2007年4月2日より○に変更。『金よう夕Gopan』の放送開始に伴い2009年10月2日から金曜日のみ一旦×に変更（重大ニュース放送時を除く）となったが、同番組の放送時間変更により2010年10月1日より金曜日を再度○に変更。『生活てれび スーパーGopan』放送開始に伴って2011年4月12日より△に変更し、10月1日から一旦×に変更となった（×に変更した後も『生活てれび スーパーGopan』放送休止時に17時台を臨時に1週間○に変更する編成が組まれていた）。『Gopan』への改題と放送時間変更により、2013年3月25日から再度○に変更した（なお、3月29日までは臨時ネットの扱いで、4月1日より正式に復帰）。なお、不定期で『Gopan』の放送時間が17:00（16:50 - 17:54）となる場合があり、当日は17時台を臨時に×に変更する場合があった。 - 18時台は2002年度のみ『KTNスーパーニュースGopan』として放送。 - ヘッドラインは2007年10月1日より独自で導入しており、時期により全国ニュースが組まれていた。2012年3月30日を以って一旦終了したが、2013年4月1日より放送開始前の形式でローカルでの独自ヘッドラインを再開した。 - 2014年3月21日をもって『Gopan』の放送が終了し、3月31日より後継番組の『ヨジマル!』の放送を開始したが、『スーパーニュース』に関しては『ヨジマル!』放送開始以降も従来通りとなる。 |
| 熊本県         | テレビ熊本（TKU）         | 16:50 - 19:00 TKUスーパーニュース                                                                                | ○                   | ▲                   | - 前番組は、18時台のみ『TKUスーパーニュース FNN（第1期）』 →2002年4月1日から2013年3月29日までは『TKUスーパーニュースぴゅあピュア』（17時台）、『FNN TKUスーパーニュースぴゅあピュア』（18時台）。 - かつての17時台は△（16:53.05 - 17:05ごろに部分ネット）で、文化芸能部を時差ネットしていたが、2012年度は一時×に変更し、同時ネットを一時取り止めていた。 - 2013年4月1日 - 9月27日は16:30からネットしていた。 |
| 大分県         | テレビ大分（TOS）         | 16:50 - 17:54 ゆ〜わくワイド 17:54 - 19:00 FNN TOSスーパーニュース                                               | ×                   | ▲                   | - 17:53から1分間ローカルコーナー（ローカルのヘッドライン）を放送。 |
| 宮崎県         | テレビ宮崎（UMK）         | 16:50 - 19:00 UMKスーパーニュース FNN                                                                            | ○                   | ▲                   | - 1998年3月30日 - 2023年3月31日まで放送。 - 17時台は2007年7月2日から○に変更。 |
| 鹿児島県       | 鹿児島テレビ（KTS）       | 16:50 - 18:56 KTSスーパーニュース FNN                                                                            | ○                   | ▲                   | - 17時台は2006年4月3日から△、2007年4月2日から○に変更。 - 前番組は18時台のみ『KTSスーパーニュース FNN（第1期）』 →2006年度のみ『FNNスーパーニュースイマジン』として放送。 |
| 沖縄県         | 沖縄テレビ（OTV）         | 16:50 - 19:00 FNN OTVスーパーニュース                                                                            | ○                   | ▲                   | - 17時台は2003年10月1日から○に変更。ただし、毎年5月5日は那覇ハーリー中継のため臨時に×に変更。 - 2013年8月 - 9月は水曜日のみ16:30からネットしていた。 |

## CSでの放送
- 2009年3月まではフジテレビ739（現在：フジテレビONE）で、2012年3月23日までフジテレビTWOで時差放送を行っていた。
- 当初は19:00より番組全編を時差放送した。終了時点では19:00より20:03まで、フジテレビでの17:54から19:00までのパートを時差放送。ネット送出・ローカル送出マスターを経由せず、局内のサーバーで収録する。ただし、重大な事件・事故が発生した場合は20:03からの番組を休止し、放送時間を延長する場合があった。
- プロ野球中継（フジテレビONEでヤクルトのホームゲームとフジテレビTWOでFNS各局が放送権を持つ中日・阪神・広島の対巨人戦の中継が同時間帯に重なる場合のみ）やサッカー中継などスポーツ中継の特別編成の場合は休止される（プロ野球中継が雨天中止の場合でもプロ野球関連の番組が放送されるため組まれた日は雨天中止に関係なく休止）。フジテレビ739で放送していた時代はSWALLOWS BASEBALL L!VEを放送していた関係で、特にプロ野球シーズンはほぼ不定期放送に近い傾向にあった。
- 権利関係の都合で放送できないコーナー（特にスポーツや芸能関係のニュースなど）がある場合は、昼間のお台場のレインボーブリッジに「引き続きニュースをお伝えします」という文字を挿入した風景の静止画像（かぶせ放送）に差し替えられる。音声も原則として放送されない。五輪関連については日本民間放送連盟に加盟している地上波と同一法人で運営を行っているためそのまま放送された。
  - 2010年2月以降は地上から16:9サイズで撮影した昼間のレインボーブリッジの静止画をバックに「このニュース項目の映像は放送権がないためご視聴いただけません。ご了承下さい」（音声も無音状態）という表示に変更された。
  - 以前、17:00も放送した時期、文化芸能部の部分を放送した際は権利関係から音声部分のみを放送。現在は音声のみの事例が少なくなった。
- ネットセールス・ローカルセールスを問わず提供クレジットの表示はない（これは本番組に限らずFNN各種ニュース番組の時差放送にすべて共通している）。また、ハイビジョン放送されないのでハイビジョン制作のテロップ表示がなかった（地上波でのテロップ表示は2008年7月23日まで行われていた）。2009年10月以降はフジテレビのCS放送3波が全てハイビジョン化されたためにハイビジョン放送となった。ただし、スカパー!e2での放送では標準画質であるものの16:9フルサイズでの放送となる（2009年4月より）。

## 特別編成

### 特別番組
- 特別番組として、タモリをメインキャスターに加えて『タモリ&安藤優子のSuperスーパーニュースSpecial』を2002年12月18日と2004年4月7日の2回放送した。また、年末の日曜夕方にスーパー特報の総集編の特別番組も放送している。
- 2007年1月8日には、『スーパーニュースプレミアム』と題し、16:30 - 19:00にかけて放送された。これはフジテレビ・富山テレビ・テレビ愛媛のみの放送で、安藤と西山のみ出演した（他の地域では16:55、17:54開始でタイトルは通常通り）。その後も祝日を中心に放送されているが、主にスーパー特報に準じた内容となっている。

### 放送時間の変更
- 2008年から祝日もしくは振替休日（国民の休日）の場合に限って16:30に開始することがあった。
- 2012年7月11日：キリンチャレンジカップ「ロンドンオリンピックサッカー女子日本代表&U-23サッカー日本代表壮行試合」ダブルヘッダー（国立競技場）開催に伴い、15:52 - 16:53に移動した上で短縮放送。

### 重大ニュースの際の放送体制
14:05または15:00、15:58などの時間より「FNN報道特別番組 スーパーニュース特報」として放送。地方局に配慮し15:00、15:58などに飛び乗りや飛び降りが出来るようになっていることがあった。
また、内閣発足・改造に伴う組閣人事時においても「スーパーニュース特報」として放送。政治関連では2000年代までは三宅久之（政治評論家。元毎日新聞記者）がゲストコメンテーターとして出演する場合が多かった。2010年代に入ってからは政治アナリストの伊藤惇夫などが出演する機会が多くなる。
その際、16:50（または16:53、16:55、17:00）からは「FNNスーパーニュース」として全国ネットで放送。
これまでの主な特番などによる放送の内容・時間変更の事例は以下の通り。
17時台の全国ネットの例
- 2001年：アメリカ同時多発テロ事件、大阪府池田市で起きた付属池田小学校児童殺傷事件
- 2002年：日朝首脳会談、北朝鮮拉致被害者帰国
- 2003年：イラク戦争
- 2004年：北朝鮮拉致被害者訪日、新潟県中越地震
- 2005年：JR福知山線脱線事故、紀宮清子内親王（現在の黒田清子）結婚、愛知県安城市のイトーヨーカドー安城店の店内で起きた幼児殺傷事件
- 2006年：文仁親王妃紀子が悠仁親王を出産
- 2007年：新潟県中越沖地震、第1次安倍改造内閣、安倍首相辞任
- 2008年：福田改造内閣
- 2009年：民主党・小沢代表辞任、第45回衆議院議員総選挙、鳩山内閣組閣
- 2011年：東日本大震災、北朝鮮の金正日総書記死去
- 2012年：第46回衆議院議員総選挙
- 2013年：安倍首相生出演、消費税率8%へ引き上げ
- 2014年：平成26年8月豪雨による広島市の土砂災害

### 年末年始の体制
番組開始当初、年末年始は17:55 - 18:30に短縮版が放送されていたが、2002年頃より年末最後の週と正月三が日は放送を休止、本番組の代替として「FNNニュース」が放送される。ただし、1999年度のみ大晦日や正月三が日は休止せず「FNNスーパーニュース」を短縮版で放送していた。
2007年度
- 12月21日までは通常放送
- 12月24日は18:00からの短縮版で放送
- 12月25日から1月3日はまでは『FNNニュース』を代替放送。12月25日から12月31日までは18:00 - 18:30、1月1日は15:00 - 15:15、1月2日と1月3日までは16:15 - 16:30に放送。12月25日と12月26日は当時キャスターの長野翼とリポーターの田淵裕章が、12月27日と12月28日には当時リポーターの森下知哉が出演。また、12月29日から12月31日は当時週末版キャスターの境鶴丸、春日由実両キャスターが出演。
- 1月4日から通常放送再開

2008年度
- 12月23日までは通常放送
- 12月24日から12月26日は17:54からの短縮版で放送（12月27日と12月28日は通常通り週末版を放送）
- 12月29日から1月3日までは『FNNニュース』を代替放送。12月29日から12月31日までは18:00 - 18:30、1月1日は16:30 - 16:40、1月2日と1月3日は16:15 - 16:30に放送。12月29日から12月31日は当時リポーターの田淵裕章、秋元優里が出演。また、田淵は1月1日にも出演。
- 1月5日より通常放送再開（週末版は1月4日から放送）

2009年度
- 12月28日までは通常放送
- 12月29日から1月3日までは『FNNニュース』を代替放送。12月29から12月31日までは18:00 - 18:30、1月1日は16:49 - 16:59、1月2日は16:10 - 16:25、1月3日は16:30 - 16:45に放送。12月29日から12月31日は当時リポーターの椿原慶子が、1月1日は当時週末版スポーツキャスターの榎並大二郎が出演。
- 1月4日は17:54からの短縮版にて放送再開
- 1月5日から通常放送

2010年度
- 12月27日までは通常放送
- 12月28日から1月3日までは『FNNニュース』を代替放送。12月28日は18:30 - 19:00、12月29日から12月31日までは18:00 - 18:30、1月1日は15:20ごろ - 15:30ごろ、1月2日は15:45 - 16:00、1月3日は18:15 - 18:30に放送。12月28日と12月29日は当時リポーターの椿原慶子が、12月30日・12月31日、1月3日は当時リポーターの大島由香里が、1月1日は当時週末版スポーツキャスターの榎並大二郎が出演。
- 1月4日から通常放送再開

2011年度
- 12月26日までは通常放送
- 12月27日は15:57からの拡大版で放送
- 12月28日から1月3日までは『FNNニュース』を代替放送。12月28日から12月31日までは17:45 - 18:00、1月1日は15:30 - 15:40、1月2日は15:30 - 15:45、1月3日は16:00 - 16:15に放送。12月29日、1月2日は当時の番組キャスターの大島由香里が、12月30日、12月31日は椿原慶子が、1月1日は当時リポーターの山中章子が、1月3日は当時週末版のキャスターの石本沙織が出演。
- 1月4日から通常放送再開

2012年度
- 12月24日までは通常放送
- 12月25日から1月4日までは『FNNニュース』を代替放送。12月25日・12月26日は18:00 - 18:30、12月27日から12月31日までは17:45 - 18:00、1月1日は15:30 - 15:40、1月2日は15:30 - 15:45、1月3日は16:00 - 16:15に、1月4日は17:30 - 18:00に放送。12月25日から12月28日、1月2日、1月4日は当番組キャスター兼週末版のキャスターの福井慶仁が、12月25日は当時リポーターの椿原慶子が、12月26日は当時キャスターの石本沙織が、12月28日から12月30日は当時週末版のキャスターの秋元優里が出演。また、12月26日は第2次安倍内閣発足関連のニュースを伝えるため17:00 - 18:00に『FNN報道特別番組 速報!安倍内閣発足 ニッポンの決意SP』を全国ネットで放送し、こちらも福井・石本が担当した。
- 1月7日から通常放送再開（週末版は1月5日から放送再開）

2013年度
- 12月24日までは通常放送
- 12月25日から1月3日までは『FNNニュース』を代替放送。12月25日、12月26日は18:00 - 18:30、12月27日から12月31日までは17:45 - 18:00、1月1日は16:40 - 16:50、1月2日は15:45 - 16:00、1月3日は16:00 - 16:15に放送。12月25日から12月27日、1月1日は当時キャスターの榎並大二郎が、12月25日、12月27日は当時キャスターの松村未央が、12月26日は石本沙織が、12月28日、12月29日、1月2日・1月3日は当時、当時リポーター兼週末版キャスターの福井慶仁が出演。
- 1月6日から通常放送再開（週末版は1月4日から放送再開）

2014年度
- 12月26日までは通常放送（12月25日は特別番組放送のため、18時30分まで）
- 12月27日から1月3日までは『FNNニュース』を代替放送。12月29日から12月31日は17:45 - 18:00、1月1日は15:30 - 15:40、1月2日は15:30 - 15:45、1月3日・1月4日は16:00 - 16:15に放送。12月29日は当時リポーターの久代萌美が、12月30日は酒主義久が、12月31日は竹内友佳が、1月3日は芸能キャスターの福井慶仁、リポーターの細貝沙羅が出演。
- 1月5日から通常放送再開（週末版は1月4日から放送再開）

## 問題となった放送内容
- 2008年3月25日に放送で当番組では2008年に行われた世界フィギュアスケート選手権で帰国直後の浅田に対するインタビューがスタジオで行われたが、この際スタジオに浅田の転倒場面の拡大パネルを飾り、浅田の転倒についてこの時何が起きたのかなどと質問した[11]→「フジテレビ韓流偏向騒動」の項目を参照。視聴者の間では、この演出が「17歳の少女に対して配慮を欠いた」「転倒を笑いものにしているかのようだ」として批判が相次ぎ、一部では「フジテレビによる精神的いじめ」といった強い言葉で非難された。
- 2009年7月17日の放送で、旅館の女将たちが不況下で奮闘する様子を紹介したが、宮城県の温泉旅館の女将が「売り上げが伸びない旅館という負のイメージを視聴者に与え、温泉街も暗いシーンばかりが編集されるなど事実に反する」として、謝罪などを求めた。これに対し、フジテレビは「取材に基づく事実を伝えた」と主張したが、放送人権委員会による和解斡旋の末、「誤解を与えかねない表現を詫び、今後取材先との信頼関係を大切にして報道に取り組む」という内容の書面を女将に手渡し、和解が成立した[12]。